# Alcaldía mayor de Sonsonate
La alcaldía mayor de Sonsonate fue una división administrativa del Imperio español que comprendía los actuales departamentos de Ahuachapán y Sonsonate de la República de El Salvador y que fue creada en 1540 en el área conocida en ese entonces como provincia de los Izalcos (nombre dado a dicho territorio por la fama, proveniente de las grandes cantidades de cacao producidas, del pueblo de Itzkalco -actuales Izalco y Caluco- que era la segunda localidad más importante dentro del otrora Señorío de Cuzcatlán, tan solo por detrás de la misma Cuscatlán) que estaba dentro de la gobernación de Guatemala y a partir de 1543, de la capitanía general homónima.
En un principio su capital estaba en el puerto de Acajutla, en donde el alcalde mayor -designado por la Real Audiencia- ejercía como juez y supervisor del puerto, además de desempeñar otras funciones en el resto del territorio en representación de la Real Audiencia y del cabildo de la ciudad de Santiago de Guatemala (quienes ejercían la autoridad política). Posteriormente, con la fundación en 1553 de la Villa de la Santísima Trinidad de Sonsonate (fundada debido a la problemática que los comerciantes residieran en los pueblos, por lo que dichos mercaderes fueron trasladados y asentados en la nueva villa), se da la orden -especícamente en el año de 1558- para que las autoridades se trasladen a dicha localidad; desde entonces los alcaldes mayores tendrían autoridad en toda la jurisdicción. A partir de 1563, los alcaldes mayores serían designados por el monarca español (con base en las recomendaciones del Consejo de Indias).
A partir de 1786, debido a la implementación de las reformas borbónicas, el alcalde mayor recibiría además el título de subdelegado de la Real Hacienda, por lo que se encargaría de las causas de hacienda y guerra. Entre 1812 y 1814 y desde 1820, la alcaldía mayor pasaría a formar parte de la provincia de Guatemala, el alcalde mayor tendría además el título jefe político subalterno, sus ayuntamientos serían electos, y se podría escoger un vocal a la diputación provincial de Guatemala, un diputado a las cortes generales, o diputados a la asamblea constituyente de las Provincias Unidas de Centroamérica (luego de la independencia).
En octubre de 1823, Sonsonate y las mayorías de poblaciones se declararían unidas a la provincia de San Salvador, excepto Ahuachapán que lo haría en febrero; eligiendo diputados al congreso constituyente que se reuniría en San Salvador y que el 12 de junio de 1824, emitiría la constitución con la que la alcaldía mayor y la provincia de San Salvador quedarían unidas en el estado del Salvador.

## Historia

### Antecedentes
Antes de la conquista española el territorio de la alcaldía mayor pertenecía al Señorío de Cuzcatlán. Entre sus poblaciones una de la más habitada era la Itzcalco (que tras la conquista fue dividida en Tecpán Izalco, actual Izalco, y Caluco Izalco, actual Caluco), la primera mención de esta población en los documentos españoles es la reconfirmación de la encomienda de Antonio Diosdado en la mitad de esa población que correspondería a la actual Izalco, en tal documento el nombre de la población aparece como Ytzccalco que se lee como Itzcalco; dicha población era sede de su propia división administrativa dentro del señorío de Cuzcatlán (está abarcaba el territorio donde posteriormente estaría la alcaldía mayor a excepción de las poblaciones de Nahuizalco y Masahuat —actual Santa Catarina Masahuat—) que en un principio fue un señorío independiente y posteriormente fue anexado al de Cuzcatlán.
La costa marítima de lo que sería está alcaldía mayor fue descubierta por el piloto mayor Andrés Niño en 1522, posteriormente sería explorada por el gobernador y capitán general de Guatemala Pedro de Alvarado en 1524, llevándose a cabo en ese territorio las batallas de Acaxual y Tacuzcalco, tras las cuales Alvarado siguió su camino hasta la ciudad de Cuzcatlán, sin embargo la conquista no se realizaría en ese momento; posteriormente muy probablemente fue explorado por Gonzalo de Alvarado en 1525 en la expedición que fundaría la primera villa de San Salvador (que en realidad fue solamente un puesto de avanzada militar con cabildo que sería deshabitado al año siguiente).
Probablemente estaría en la ruta que Pedro de Alvarado utilizó para volver a Guatemala luego de ir a la actual Choluteca donde se encontraría con Hernán Cortés; finalmente la conquista del territorio ocurriría en 1528, siendo tal campaña dirigida por Diego de Alvarado quien posteriormente fundaría la primera villa de San Salvador, tras lo cual se repartió cada población entre los conquistadores en calidad de encomienda (es decir ellos serían los encargados de recibir el tributo de los indígenas de la población que se les había designado mientras ellos se encargaban de la evangelización y protección de los indígenas); por lo que de esa forma las poblaciones pasarían a formar parte de la provincia de San Salvador.
En 1529 el teniente de gobernador de Guatemala Jorge de Alvarado, les quitó a los refundadores de San Salvador un tercio de las poblaciones conquistadas que sería un total de 15 poblaciones que probablemente conformaban la división administrativa de Izalco, que sería conocida como provincia de Los Izalcos y que posteriormente pasaría a ser está alcaldía mayor, fuera de esta quedaron las poblaciones de Nahuizalco y Masahuat (que continuarían en la provincia de San Salvador hasta alrededor del año de 1560 cuando se las unió a este territorio); estas poblaciones serían dadas a los conquistadores de Guatemala, la razón de por qué tales poblaciones fueron quitadas a los conquistadores de Cuzcatlán fue debido a que en tal territorio se encontraban las mejores tierras de cultivo de cacao que era el producto que más atraía la atención de los europeos.
Algunas poblaciones fueron dadas a un solo encomendero mientras que otras fueron dadas a varios como el caso de Itzcalco que fue dado a dos encomenderos Antonio Diosdado y Diego López, la parte que le pertenecía a Diosdado era la correspondiente a la actual Izalco, esta parte sería traslada desde su lugar original a la par de Caluco hasta su ubicación actual y en ella se encontrarían los señores o caciques principales de Itzalco, razón por la cual está mitad sería conocida cono Tecpán Izalco;
En mayo de 1529, las poblaciones de Nahuizalco y Masahuat (que como se dijo anteriormente formaban parte de la provincia de San Salvador) se sublevaron y en el segundo los indígenas mataron a un hombre principal de los españoles que se decía fulano de Asturias; dicho levantamiento fue controlado por Gaspar Arias Dávila, justicia mayor y teniente de capitán general de la provincia de San Salvador. Posteriormente en 1532, hubo una sublevación en las poblaciones de la Costa del Bálsamo —entre los territorios de la provincia de Los Izalcos y San Salvador— que fue pacificada por los capitanes Diego de Rojas y Pedro Portocarrero, en ambos casos no hay mucha información al respecto.
Alrededor del año de 1535 la rada cercana al pueblo de Acajutla es utilizada como puerto para el envío de cacao al puerto de Huatulco (en lo que era el Marquesado del Valle de Oaxaca en el actual México). Desde entonces el puerto de Acajutla se convertiría en punto obligatorio para el intercambio comercial entre los diferentes territorios españoles en el océano Pacífico.

### Sucesos en el tiempo de la capital en Acajutla
A finales de 1539, Pedro de Alvarado se trasladó a Acajutla para preparar su expedición a las islas de las Especias para ello trasladó gran cantidad de indígenas y españoles que le acompañarían en lo que sería su última expedición. Finalmente el 1 de septiembre de 1540 zarpó Alvarado y su flota de Acajutla dejando como capitán y teniente de gobernador de Guatemala a Francisco de la Cueva.
La gobernación de Guatemala concedería a Acajutla ser el único puerto habilitado para el comercio exterior en el océano Pacífico; debido a la necesidad de vigilar lo que entraba y salía de dicho puerto, la gobernación guatemalteca (y posteriormente la Real Audiencia de los Confines, formada en 1543 con sede original en la villa Valladolid de Comayagua en Honduras y con los territorios de las gobernaciones de Chiapas, Guatemala, Las Hibueras o Honduras y Nicaragua) nombraba a una persona con el título de alcalde mayor para que se encargase de dicho propósito, siendo el primer alcalde mayor del puerto de Acajutla Pedro de Cueto. Después de Cueto y hasta el año de 1552 se sucedieron los siguientes: Ángel Altolaguirre, Sancho de Barahona, Pedro Mexía, Gonzalo Hidalgo de Sotomayor, Francisco de Bañuelos.

#### Encomenderos, fundación de Sonsonate y alcaldes mayores de 1552 a 1556
Para el momento de la primera tasación de tributos de la Real Audiencias e los Confines, llevada a cabo por el presidente-oidor Alonso López de Cerrato en 1549, en la provincia de los Izalcos se encontraban 5 de los 11 encomenderos más ricos de la Real Audiencia de los Confines (con un ingreso anual de 1500 pesos de oro producto de las cosechas de cacao), estos encomenderos eran: Francisco Girón (encomendero de la mitad de Yzalco (que es la actual Caluco), en total el pueblo de Yzalco contaba con alrededor de 800 familias tributarias (alrededor de 4000 habitantes) daba como tributo 2000 xiquipiles (16.000.000) granos de cacao que era distribuido entre sus dos encomenderos), Francisco Calderón (encomendero de Tacuzcalco(actualmente extinto) que contaba con 100 familias tributarias (aproximadamente 500 habitantes) de donde obtenía 400 xiquipiles (3.200.000 granos) de cacao), Gómez Díaz de la Reguera (el cual tenía por encomienda la mitad de Nahulingo; dicho pueblo, que tenía 200 familias tributarias (aprox. 1000 habitantes), daba 685 xiquipiles (5.480.000) de cacao que era distribuido entre sus encomenderos), Francisco López (que tenía la cuarta parte de Nahuilingo) y Juan de Guzmán (que poseía un cuarto de Nahulingo, y la otra mitad de Yzalco que posteriormente sería llamado Tecpán Izalco y que se corresponde con la actual Izalco).
En 1552 ejerció el cargó Gonzalo de Alvarado quién dio la autorización al comerciante Antonio Rodríguez (aunque el alcalde mayor de Acajutla era sobre todo supervisor y juez del puerto homónimo, podía realizar podían realizar ciertas funciones en nombre de la real audiencia y del ayuntamiento de Santiago de Guatemala, siendo estas dos quienes realmente tenían la autoridad política) para que junto con otros comerciantes fundase la Villa del Espíritu Santo cerca del lugar del actual Sonsonate, los habitantes de dicha villa enviaron a Cristóbal de Zuleta; sin embargo la real audiencia decidió mover la villa hacia otra ubicación. Para eso enviaron en 1553 a Francisco del Valle Marroquín (primo del primer obispo de Guatemala Francisco Marroquín)); el cual junto con encomenderos de la provincia, como Juan de Guzmán, expulsaron a los mercaderes de los diferentes pueblos de la provincia (que dichos mercaderes estuviesen en los pueblos era considerado un serio problema debido a la ya sobrexplotación laboral que sufrían los indígenas departe de los encomenderos, tal y como lo dejaba entrever la visita en 1552 del prior de Santo Domingo fray Tomás de la Torre; los encomenderos a su vez se verían beneficiados por dichas medidas ya que ello les permitiría monopolizar el cultivo de cacao) y los asentaron juntos a los habitantes de la villa del Espíritu Santo a pocos kilómetros de su lugar original, estableciéndose dicha villa en presencia del oidor de la Real Audiencia licenciado Pedro Ramírez de Quiñónez y del obispo Francisco Marroquín, siendo este último quien la bautizó como: La Trinidad o Santísima Trinidad; mientras que los vecinos de la villa le dieron el sobrenombre de Sonsonate (que era la forma española del nombre indígena original del río que surcaba el área donde se fundó está villa actualmente llamado río Grande de Sonsonate, el nombre de Sonsonate posteriormente se convirtió en el nombre propio de la villa).
En el año de 1553 se suscita un levantamiento indígena en la provincia de Los Izalcos y para detenerlo el ayuntamiento de Santiago de Guatemala envió al capitán Juan Vázquez de Coronado, el cual llevó a varios soldados tlaxcaltecas, mexicas y de otros señoríos indígenas del actual México como auxiliares para pacificar la región. Posteriormente Coronado sería unos de los fundadores de la villa de La Trinidad y posteriormente se le daría como encomienda la mitad de Nahulingo (que había sido de Gómez Díaz de la Reguera, que había renunciado a ella quedándose únicamente con tierras y cacaotales de su propiedad en dicho pueblo que probablemente fuese la que posteriormente -en tiempos de su descendiente Juan Gómez Días de la Reguera en la segunda mitad del siglo XVII- se llamaba Hacienda San Miguel (donde se formó la población de Nahuizalquío luego San Miguel Sonzacate)) que se lo heredaría a su hijo Gonzálo Vázquez de Coronado; mientras que los indígenas auxiliares (es decir los tlaxcaltecas, mexicas, etc) serían asentados en un barrio que se le daría el nombre de Mexicanos (no confundir con la actual población de Mexicanos del actual departamento de San Salvador) y por patrona a Santa Isabel, por lo que sería conocida como Santa Isabel de Mexicanos (y posteriormente a la independencia como Mexicanos), dicha población se erigiría en pueblo de indios y posteriormente en 1820 se constituiría en municipio hasta el año de 1853 cuando sería añadido como barrio a la ya entonces ciudad de Sonsonate, convirtiéndose en el actual barrio de Mexicanos de dicha ciudad.
De los encomenderos habidos en la década de 1550s en la provincia de los Izalcos, destaca Juan de Guzmán debido a la riqueza y al poder que llegó a tener. Originalmente la mitad de Yzalco (que luego pasaría a ser Tecpán Izalco) estaba encomendado a Antonio Diosdado, pero tras fallecer su viuda se casó con Guzmán (que era primo del entonces presidente de la real audiencia de los confines de Alonso de Cerrato), el cual también era encomendero de Nahulingo (específicamente de la cuarta parte de dicho pueblo) y de Nahualapa (en la actual Guatemala), como los demás encomenderos vivía en Santiago de Guatemala pero visitaba con frecuencia sus pueblos de encomienda, en donde los habitantes de dichas poblaciones eran sobreexplotados y castigados duramente (lo cual sucedía también de igual o menor forma en las demás encomiendas de la provincia) por lo que técnicamente ejercía como señor feudal de dichas encomiendas; asimismo, contaba con cuatro atracaderos en el puerto de Acajutla y 15 barcos (que hacían dos viajes al año desde Acajutla hacia el Soconusco y Huatulco (en el actual México)) con los que obtenía más ganancias producto de la venta de cacao. En 1559 Juan de Guzmán regresó a España y le dejó sus encomiendas (principalmente Tecpán Izalco) a su hijo Diego de Guzmán, quién continuaría las mismas políticas de su padre y por ello se vería envuelto en varios juicios de los que salió airoso (excepto en 1585 cuando se le quitó la encomienda por dos años), por lo que continuó como encomendero hasta su fallecimiento en 1614 dejando dicha encomienda a su hijo Juan de Guzmán "El Mozo" quién la mantuvo hasta 1640 cuando falleció combatiendo contra piratas, pasando en ese momento la encomienda a tributar directamente a la Corona española.
En 1554, debido a desacuerdos con Juan de Cavallón y Arboleda (alcalde mayor de la provincia de Nicaragua), se produce el alzamiento de Juan Gaitán que junto con un grupo de entre 25 a 40 hombres saqueó la villa de San Miguel robándose varios caballos en el día de pentecostés de dicho año; ante tal situación, la Real Audiencia de los Confines comisionó al oidor y licenciado Alonso de Zorita para que fuese a la provincia de los Izalcos como alcalde mayor de Acajutla para que se diese por enterrado de lo sucedido. Mientras tanto, Gaitán saqueó la villa de Jérez de Choluteca para luego pasar a la ciudad de León (cabecera de la provincia de Nicaragua) donde fue detenido y ejecutado por el alcalde mayor Juan de Cavallón. Luego de ello, se envió a Gómez Díaz de la Reguera (que fuese uno de los hombres que persiguieron a Gaitán) para avisar de lo acontecido al licenciado Zorita que se encontraba en la villa de La Trinidad. El oidor y licenciado Alonso de Zorita se hizo cargó del puesto de alcalde mayor hasta el año de 1555 cuando fue sucedido por Gregorio de Polanco, que ejerció el cargo hasta el año de 1556 cuando fue sucedido por Alonso de Paz.

### Traslado de la capital a Sonsonate y alcaldes mayores de 1558 a 1563
En el año de 1558 -debido a orden emitida por la Real audiencia de los confines- el alcalde mayor de Acajutla Alonso de Paz traslada el gobierno a la villa de la Trinidad de Sonsonate; siendo por lo tanto él último alcalde mayor en ejercer en el puerto de Acajutla y el primero en gobernar desde la villa de La Trinidad. En ese mismo año Alonso de Paz sería sucedido por Pedro Salvatierra.
El 18 de julio de 1560 el monarca español Felipe II recibió la denuncia que el alcalde mayor de Sonsonate había extendido su jurisdicción en territorio de la provincia de San Salvador debido a que está carecía de justicia mayor o alcalde mayor, por ello el monarca español decretó que en lo subsiguiente la provincia de San Salvador se gobernase por sus alcaldes ordinarios tal como lo había estado haciendo con anterioridad, y que el alcalde mayor sonsonateco solo tendría jurisdicción en el territorio que está legalmente establecido para tal alcaldía mayor.
Pedro Salvatierra ejerció el cargo hasta 1560 cuando en su lugar la real audiencia de Guatemala nombró como sucesor a Agustín de Hinojosa, que a su vez ejerció el cargo hasta 1562 cuando la real audiencia guatemalteca designó a Francisco de Ovalle, quién gobernó interinamente con el cargo de corregidor, ejerciendo el puesto hasta 1563 cuando el monarca español Felipe II de España decretó por Real Cédula dada el 14 de febrero de ese año que se le quitase el título de corregidor a Francisco de Ovalle y se le dejase únicamente el de factor y veedor de Guatemala; por lo cual la Real Audiencia de Los Confines nombró como sucesor con el cargo de alcalde mayor a Alonso Gasco de Herrera que se desempeñó hasta el siguiente año.

### Gobierno de Francisco de Magaña, primer alcalde mayor nombrado por el rey
El 1 de febrero de 1563 el monarca español nombró por primera vez al alcalde mayor (de ahí en adelante los alcaldes mayores propiamente dichos serán hombres nacidos en España -y que por lo tanto tendrán que realizar el viaje de España a América luego de su nombramiento-, y que serán escogidos por el monarca español a través de las recomendaciones del Real Consejo de Indias). Siendo el primero -al que el monarca español nombró como alcalde mayor sonsonateco- Francisco de Magaña quién llegó a tomar posesión del cargo en 1564,
Como primera tarea a realizar, Magaña llevó a cabo el juicio de residencia a su predecesor Alonso Gasco de Herrera y a Francisco de Ovalle (es de mencionar que a todos los altos funcionarios -luego de concluir su mandato- se les enviaba a dicho juicio en donde se ventilaban casos de su gestión con la presencia de testigos, tras lo cual si se le reconocía culpabilidad en algún cargo por lo general se les imponía una multa; dicho juicio era llevado a cabo por su sucesor o por un juez de residencia nombrado por la real audiencia guatemalteca, siendo lo último lo que paulatinamente sería lo usual).
Durante el mandato de Francisco de Magaña -y debido a que fue disuelta la Real audiencia de Los Confines 1563 y todo lo que hoy es Guatemala, Belice y El Salvador quedaron integrados en la gobernación de Guatemala (dependiente de la real audiencia de Nueva España, y dirigida por Francisco Briceño)- el ayuntamiento de Santiago de Guatemala a través de sus procuradores Francisco del Valle Marroquín y Diego de la Cerda envió un memorial al rey y su consejo en donde dio aviso de que el alcalde mayor realizaba funciones que no debía (específicamente visitar y ejercer justicia en los pueblos de los encomenderos vecinos de Santiago, dicha tarea les había sido encomendada a los alcaldes mayores por la real audiencia de los confines, y al ser disuelta está se reclamaba que el alcalde mayor no siguiera ejerciendo tal función), por lo que suplicaban que el alcalde mayor fuese nombrado por el gobernador y no por el rey; pero el rey haría caso omiso de dicha petición y seguiría nombrando a la persona que en calidad de propietario ejercería como alcalde mayor.
Se conoce que Magaña nunca respetó a las autoridades indígenas (lo que no es inusual en funcionarios reales sobre todo de ese siglo) y que vivió públicamente amancebado con María de Figueroa sin ningún tipo de amonestación. Francisco de Magaña ejercería el cargo hasta el año de 1568.

### Gobierno y destitución de Pedro Xuárez de Toledo
En enero de 1568 comenzó el gobierno del alcalde mayor Pedro Xuárez de Toledo, el cual durante los primeros meses llevó a cabo el juicio de residencia de Magaña, en donde se ventilaron numerosas acusaciones contra el anterior alcalde mayor (principalmente de los líderes indígenas de los pueblos).
Durante su mandato, Xuárez de Toledo ordenó cerrar las tabernas, a la vez que prohibió la venta de vinos sin licencia y exigió que se bajase el precio del pan; eso molestó a los comerciantes y debido a ello Benito Garcés (quién fuese uno de los alguaciles mayores del alcalde mayor Magaña) y un grupo de mercaderes dirigidos por Gómez Díaz de la Reguera denunciaron a Xuárez de Toledo -de delitos juzgados por el tribunal del santo oficio de la inquisición- ante el obispo guatemalteco Bernardino Villalpando, dicho obispo tenía una fuerte animadversión por Xuárez de Toledo debido a que este era amigo de los monjes y tenía pleitos recurrentes con el clero secular (lo que molestaba al obispo ya que intentaba implementar lo acordado en el concilio ecuménico de Trento, específicamente lo de reducir el poder de las órdenes religiosa y aumentar la influencia del clero secular o diocesano en los pueblos indígenas).
El 2 de enero de 1569 el obispo Villalpando ordenó -por carta enviada por el escribano Lázaro de Solanilla- a que Xuárez de Toledo compareciese ante él en juicio en la ciudad de Santiago de Guatemala en los 10 días siguientes, por lo que el alcalde mayor dejó el cargo en manos del entonces alguacil mayor de la villa Francisco de Salamanca y partió a Santiago de Guatemala. Sin embargo, escapó de sus captores, y en la parroquia de la villa sonsonateca fue públicamente excomulgado el 20 de enero de 1569 por el vicario Juan Núñez de Villavicencio.
En el juicio ante el obispo y clero guatemalteco, fue encontrado culpable por cargos de apostasía y herejía, por lo que fue condenado a prisión y sus bienes confiscados; tras ello sería enviado a Ciudad de México, pero en el camino se escapó y se refugio en el convento de la orden de los dominicos en Ciudad de México donde falleció en 1569. Posteriormente, en el auto de fe de febrero 1574 (el primer auto de fe público llevado a cabo por el recién establecido Tribunal del Santo Oficio de la Inquisición del Virreinato de Nueva España en la Ciudad de México), se declaró que los cargos por los que fue condenado eran falsos y que por lo tanto el juicio que se le hizo fue injusto por lo que se ordenó la revitalización de su memoria.

### Sucesos y alcaldes mayores de 1570 a 1577
Tras la destitución de Pedro Xuárez de Toledo y luego de Francisco de Salamanca, se sucedieron -con duración de unos pocos meses- los gobiernos interinos de Cristóbal de Cárcamo y Pedro de Mendoza, ellos dos serían designados por el gobernador de Guatemala Francisco Briceño (los alcaldes mayores interinos o justicias mayores (ya que el título de alcalde mayor era únicamente proveído por el monarca) eran nombrados por el presidente-gobernador de la real audiencia, o -como fue el caso de ese entonces (debido a haberse extinguido la real audiencia de los confines)- por el gobernador de Guatemala (cargo que vino a sustituir al de presidente-gobernador hasta la creación de la real audiencia de Guatemala en 1573)).
En el año de 1570 llegaría el siguiente alcalde mayor nombrado por el monarca, que sería Antonio Suero de Cangas, él cual también tuvo problemas con las autoridades religiosas -por denuncias impuestas por el clérigo Diego Antonio Ordóñez de Villaquirán sobre que al alcalde mayor se le había escuchado decir palabras heréticas- en 1571; sin embargo, dichas acusaciones no le ocasionaron ningún problema y el alcalde mayor continuó desempeñándose en el cargo.
A finales de febrero de 1572 el cabildo de la villa en conjunto con el alcalde mayor enviaron una petición al presidente-gobernador y capitán general de la recién instaurada Real Audiencia de Guatemala (ya que dicha audiencia fue instalada en el año de 1570) Antonio González donde se le pedía permiso para que el cabildo sonsonateco pudiese ejercer sus funciones en todo el territorio de la alcaldía mayor (debido a que cuando se fundó la villa solamente se le concedió al cabildo autoridad sobre el territorio aledaño mientras que el ayuntamiento de Guatemala ejercía sus funciones en el resto de territorio de la alcaldía mayor; cuando era lo normal que en una alcaldía mayor el cabildo -cuyas reuniones eran presididas por el alcalde mayor- tuviese potestad sobre todo el territorio de la alcaldía mayor); aunque dicha petición fuese anteriormente rechazada por el ayuntamiento de Guatemala el 6 de febrero de ese mismo año, el presidente-gobernador le confirió al cabildo sonsonateco dicha prerrogativa.
El Alcalde mayor Antonio Suero de Cangas continuó en el cargo hasta 1573, cuando fue sucedido de forma interina por Diego Galán. En ese año, el inquisidor general de Nueva España Pedro Moya de Contreras pidió el apresamiento del cirujano-barbero de la villa sonsonateca Juan Martínez, cuya verdadera identidad era la del marinero protestante de origen irlandés William Corniels, que había formado parte de la tripulación del corsario inglés John Hawkins (el cual fue vencido en San Juan Ulua en septiembre de 1568, por lo que los supervivientes de su tripulación se dispersaron por el territorio del Virreinato de Nueva España); el inquisidor general se dio cuenta de su paradero por los interrogatorios de Juan Bretón y Juan Perín, y al hecho de haber sido reconocido por un hombre llamado Juan Francés en su camino a Nueva España; el 23 de julio de 1573 el alcalde Mayor Diego Galán, el alguacil mayor Juan de Montesinos, alguaciles Pedro Méndez y Antón de Moguer y el escribano del juzgado mayor Prudencio Pérez salieron del cabildo para apresar a Corniels, quien fue llevado a Ciudad de México, en donde fue juzgado  y condenado a muerte -en auto de fe presidido por el inquisidor general de Nueva España Alonso Hernández de Bonilla (sucesor de Pedro Moya de Contreras, quien había sido nombrado arzobispo de Nueva España en 1574)- el 6 de marzo de 1575, siendo posteriormente ahorcado y su cadáver incinerado en el quemadero de San Hipólito.
Diego Galán gobernó hasta 1574, siendo sucedido por Paulo Cota, que ejerció el cargo hasta el año de 1575 cuando Diego Galán ocupó el cargo por segunda ocasión, y el cual lo ostentaría hasta la llegada del siguiente alcalde mayor nombrado por el rey. En el año de 1575 empieza a fomentarse la industria añilera en el territorio de la real audiencia guatemalteca, aunque el cultivo de la planta de añil -y el tinte de azul índigo que se extrae de ella- ya era conocido desde tiempos de la conquista, es a partir de entonces que paulatinamente dicho cultivo e industria irá sustituyendo al cacao en la alcaldía mayor sonsonateca -y en el resto del reino de Guatemala (territorio donde tenía jurisdicción la real audiencia guatemalteca)-. Sin embargo, el añil nunca logrará tener la fama y nivel de producción que el cultivo de cacao tenía en su mejor momento.

### Gobiernos de Juan de Torres, Rodrigo de Fuentes y Juan de Mestanza
A principios de septiembre de 1577 llegó a desempeñarse como alcalde mayor (designado por el monarca español) el capitán Juan de Torres. Para ese año estaba desempeñándose como uno de los alcaldes ordinarios de Santiago de Guatemala el encomendero de Izalco Diego de Guzmán, debido a ello se generó un pleito con el recién llegado alcalde mayor, el cual no le permitió a Guzmán portar la vara alta de justicia en su encomienda; ante está situación Guzmán dio aviso al cabildo guatemalteco, que ordenó abrir el arcón o cofre de papeles importantes, para sacar la ejecutoría original y una real provisión sobre la jurisdicción del cabildo y el corregimiento del valle de Guatemala sobre la villa sonsonateca, con la idea de hacerles una copia que sería enviada a la villa, sin embargo fueron las originales las que se mandaron y no quedó copia de ellas en Santiago de Guatemala.
En 1579 se observó en las costas del golfo de Fonseca de la alcaldía mayor de San Salvador el barco Golden Hind capitaneado por el corsario inglés sir Francis Drake que aunque nunca llegó a tocar tierra (probablemente solo de forma discreta en dicho golfo) alarmó en gran manera a las autoridades españolas por lo que se dispuso una gran concentración de tropas enviadas por varios encomenderos -tanto aquellos que residían de Santiago de Guatemala como los de San Salvador- en el puerto de Acajutla, a la vez que se armaron pequeños barcos en dicho puerto para perseguirlo; sin embargo todo ello fue en vano ya que Drake nunca desembarcó en territorio del reino guatemalteco.
El alcalde mayor Juan de Torres ejercería el cargo hasta 1581 cuando fue sucedido de forma interina por Gutiérrez Guerrero de Sandoval, quién ocupó el puesto por corto tiempo hasta febrero de 1582 cuando fue sustituido por el también alcalde mayor interino Rodrigo de Fuentes y Guzmán —quien sería sobrino de Pedro Xuárez de Toledo (con el cual viajó a la villa de la Trinidad en 1568, para luego asentarse en la ciudad de Santiago de Guatemala luego de que Xuárez de Toledo dejara la alcaldía mayor por su juicio ante el obispo Villalpando), y a su vez antepasado del cronista y también alcalde mayor sonsonateco Francisco de Fuentes y Guzmán—, que se encargaría de llevar a cabo el juicio de residencia de Torres.
En 1582, sucedió otro pleito entre el cabildo de Santiago de Guatemala y el entonces alcalde mayor, cuando el alcalde ordinario de Guatemala Rodrigo de Gálvez intentó impartir justicia en las poblaciones de la alcaldía mayor, por lo que el alcalde mayor Rodrigo de Fuentes lo puso en prisión y le quebró la vara; el ayuntamiento guatemalteco inició autos contra el alcalde mayor, pero no pasó a mayor cosa.
En octubre de 1583, en sustitución de Rodrigo de Fuentes, llegó a ocupar el cargo de alcalde mayor interino el licenciado poeta Juan de Mestanza y Ribera -el cual era amigo del escritor español Miguel de Cervantes, escritor de Don Quijote, y quien lo menciona en sus poemas La Galatea y El Viaje del Parnaso- quién completaría la residencia de Juan de Torres y realizaría la de Rodrigo de Fuentes, y se encargaría del gobierno de la provincia hasta la llegada del nuevo alcalde mayor designado por el monarca español, que sería Antonio de los Cobos, quién ejercería el cargo hasta 1586.
En 1586, por segunda ocasión, llega como alcalde mayor interino Juan de Mestanza y Ribera; durante su gobierno Mestanza se dedicó a proteger a los indígenas de los abusos de los encomenderos. Sin embargo, tuvo problemas en lo referente a las visitas de las poblaciones, ya que el procurador de la villa sonsonateca Juan de Madrid (que antes había sido alguacil mayor en tiempos de Juan de Torres) le escribió al monarca español para pedir revisión de las ordenanzas de dichas visitas por los daños que sufrían los indígenas; posteriormente, en Valencia -por real cédula del 26 de enero de 1586- el rey Felipe II de España ordenó a la real audiencia guatemalteca que investigase dicha situación.
En el año de 1587 se vieron en las costas de la Alcaldía Mayor de San Salvador las embarcaciones de Desiré, Contente y Gerge capitaneadas por el corsario inglés Thomas Cavendish, el cual fue confundido por las autoridades españoles con Francis Drake, por lo que se volvió a levantar la voz de alarma y se volvió a concentrar un gran número de tropas en el puerto de Acajutla llegando inclusive el alcalde mayor de San Salvador Lucas Pinto con su sobrino Baltazar Pinto de Amberes -quienes capitaneaban una tropa compuesta por peninsulares, criollos, indígenas, mulatos y africanos llevados desde las haciendas del valle del río Jiboa y de las poblaciones de Apastepeque, Tecoluca y Zacatecoluca-, así como hombres de Santiago de Guatemala e indígenas flecheros; nuevamente tal esfuerzo fue en vano ya que Cavendish nunca desembarcó.
Mestanza siguió desempeñándose en el puesto hasta 1589 cuando fue sucedido por Juan de Torres, quién ocupó por segunda vez el puesto, el cual el 13 de enero de 1593 presentó una petición a la real audiencia guatemalteca para que se le pagasen 976 tostones que se le debían del juicio de residencia que le realizó Mestanza en 1586. Torres ocupó el cargo hasta el año de 1595 cuando fue sucedido de forma interina por Juan de Barahona.

### Gobiernos de Lupercio de Espes y Alonso de Ortigosa
En el año de 1596 es nombrado para el cargo el capitán Lupercio de Espes, en ese mismo año Juan de Pineda -quién tuviese la segunda casa poblada de la villa de la Trinidad, y que en ese año visitó el territorio de la real audiencia guatemalteca como juez contador, tasador de indios y sus haciendas- menciona en su crónica «Avisos de los tocante a la provincia de Guatemala» (dirigida al rey Felipe II) que para ese entonces la villa de la Trinidad contaba con aproximadamente 300 vecinos españoles, siendo la segunda localidad con más habitantes de la real audiencia luego de Santiago de Guatemala. A su vez menciona que los pobladores de la villa pescan truchas en el río grande de Sonsonate y que en la villa hay mucha contratación de ropa y cacao.
El 10 de marzo de 1596 el inquisidor general de Nueva España leyó el edicto con el que conminaba a comparecer ante el tribunal al comerciante y maestro de armas judío-portugués Marco Antonio Rodrígues (que pertenecía al grupo de las famosas familias criptohebreas mexicanas de la segunda mitad del siglo XVI, que era originario de Covillana (en Portugal), y que para entonces habitaba en territorio de la alcaldía mayor sonsonateca); para ello se envió un mensajero con pliegos para el comisario de Guatemala, quien informaría al cura de la villa sonsonateca Miguel Muñoz. El 14 de mayo de 1596 el comisario de la Inquisición en La Trinidad de Sonsonate, el clérigo Miguel Muñoz y el alguacil del Santo Oficio (también alcalde ordinario de la villa) Andrés de Mendoza Escalante, capturaron a Marco Antonio en la hacienda del criollo Gaspar de Cepeda, en el pueblo de Santiago Nahulingo, cuando estaba en los preparativos inmediatos para partir hacia México con una recua de mulas cargadas de mercaderías y cacao. Marco Antonio sería trasladado a Ciudad de México y ahí comparecería en el auto de fe del 8 de diciembre del mismo año, en donde -debido a dar testimonio sobre la ubicación de otras personas que practicaban la religión judía- se le condenó a cárcel perpetua. Posteriormente, junto con todos los demás portugueses que estaban en prisión en territorios españoles, sería liberado en 1605 debido al llamado Breve del perdón (que fue emitido gracias a la negociación entre el rey Felipe III con el papa Clemente VIII); luego de ello, en 1609 se embarcaría en barco hacia La Habana y luego hacia España. El proceso de Marco Antonio da información sobre la actividad comercial y el tráfico mercantil que tenía la alcaldía mayor sonsonateca  (a través del puerto de Acajutla) con Acapulco y El Callao (en Perú), y sobre los comerciantes judíos que vivían en las poblaciones de San Salvador y Sonsonate debido a la importancia de las tierras cacaoteras  sonsonatecas. Su caso fue el tercero de los tres casos inquisitoriales que en el territorio de la alcaldía mayor sonsonateca, y en todo el actual territorio salvadoreño, llegó al auto de fe ante las autoridades del Santo Oficio de la Inquisición en Ciudad de México (siendo los otros dos el del alcalde mayor Pedro Xuárez de Toledo y el del marinero barbero William Corniels).
El 18 de febrero de 1602, el alcalde mayor Lupercio de Espes en conjunto con el cabildo acuerdan contratar al maestro de carpintería Diego Sánchez para finalizar la reconstrucción de la iglesia parroquial (ya que dicho templo había sido dañado por dos incendios en 1564 y todavía no se había concluido su reconstrucción). Dicho contrato se formalizaría el día 31 de diciembre de dicho año en presencia del escribano Pedro de Valle, los testigos Juan de Salvatierra, Antonio de Vidal y Francisco de Balcones, y los miembros del ayuntamiento Baltazar de Salzedo (alcalde ordinario) y Juan de Herrera (regidor y juez oficial tesorero).
En 1603 obtuvo el cargo el alférez Alonso de Ortigosa de Tobar; durante su cargo, llegó a la cabecera de la alcaldía mayor la imagen de la virgen de Candelaria que se convertiría en la patrona de la villa. Ortigosa gobernaría hasta su fallecimiento en 1608, luego de ello y debido a la falta de alcalde mayor los alcaldes ordinarios de la villa se encargaron del gobierno de la alcaldía mayor (esto se daba normalmente luego del fallecimiento del alcalde mayor, según lo establecido por los monarcas españoles) hasta 1609 cuando llegó al cargo Pedro de Castellanos quién también fallecería en el cargo por lo que fue sucedido en 1610 por el capitán Pedro de Aguilar Lazo de la Vega, quién ejerció el cargo hasta el año de 1613.

### Restricciones comerciales, contrabando, decaimiento y alcaldes mayores de 1613 y 1674

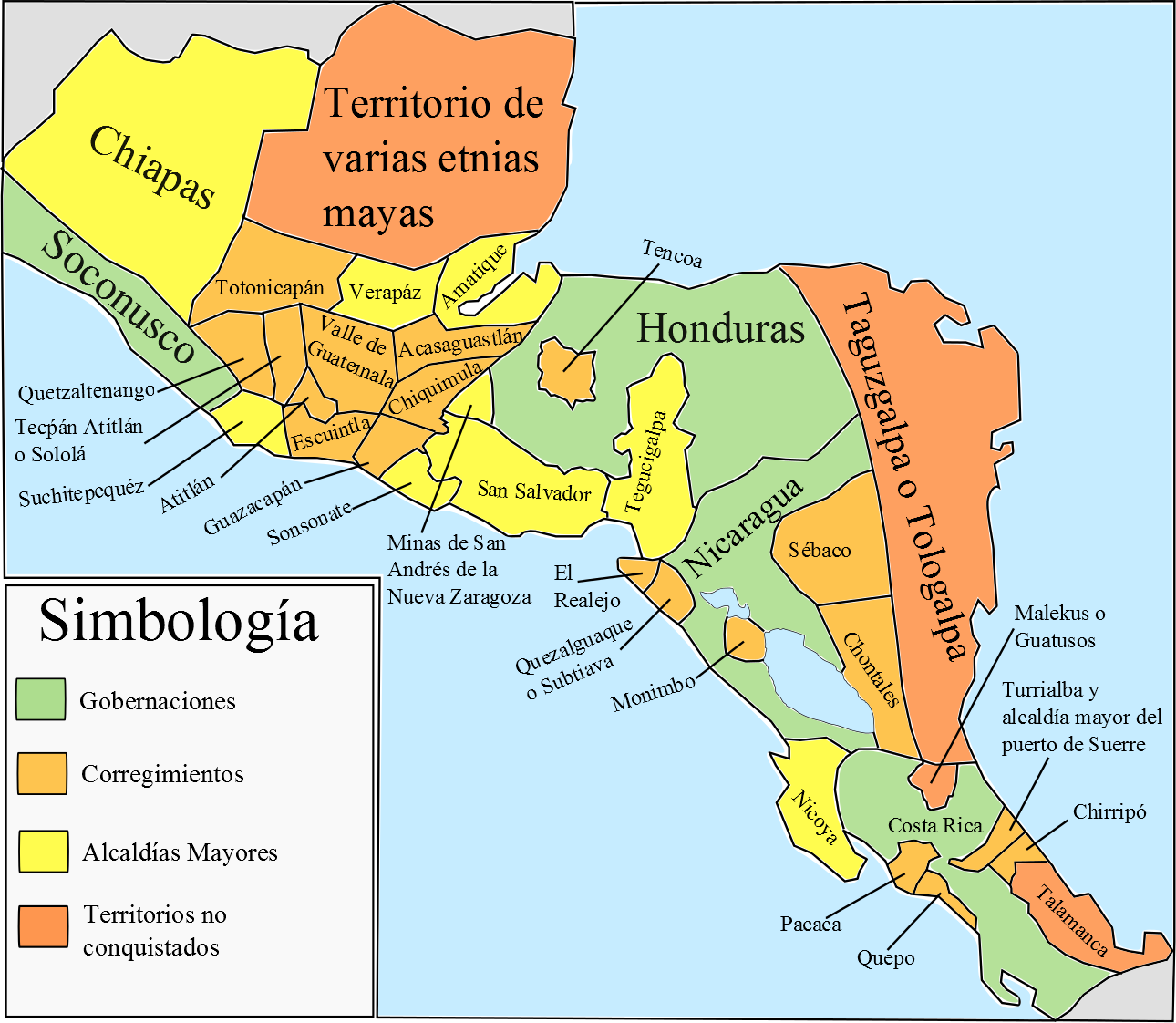
La Alcaldía Mayor de Sonsonate y el resto de la Capitanía General de Guatemala en el año de 1650

A partir de la real cédula emitida en 1604 por el rey Felipe III, la Corona española buscará limitar el comercio entre el Virreinato de Nueva España (al que formaba parte la real audiencia guatemalteca, y por lo tanto también está alcaldía mayor) con el Virreinato del Perú. Al principio dichas limitantes serían acerca del número de barcos provenientes del Perú que podían desembarcar en el Virreinato de Nueva España, pero posteriormente -y debido a solicitud del ayuntamiento de la ciudad de Santiago de Guatemala- por real cédula de Felipe III del 18 de mayo de 1615 se prohibía el comercio del vino peruano en los puertos del reino de Guatemala (es decir el territorio donde tenía jurisdicción la real audiencia homónima) debido a que este vino le hacía fuerte competencia al vino procedente de la región española de Andalucía (porque el vino del Perú era más barato que el otro); esto llevaría a una creciente carencia de vino (que incluso afectaría a las iglesias y órdenes religiosas), por lo que a lo largo de este siglo se produciría el contrabando de vino peruano en el puerto de Acajutla.
En el año 1611 empieza a gobernar en el reino de Guatemala el presidente, gobernador y capitán general Antonio Peraza Ayala de Castilla y Rojas, conde de La Gomera; quien sería el primer gobernante del reino guatemalteco de origen noble y a quien se le confirió la potestad de conferir títulos militares a los gobernantes de las provincias por lo que a partir de entonces los alcaldes mayores sonsonatecos nombrados por la real audiencia recibirían además el título de "teniente de capitán general", siendo el primero Pedro de Paz y Quiñónez quien se desempeñó en el cargo desde 1613 hasta 1614 cuando fue sustituido por Francisco Criado de Castilla, el cual estuvo en el puesto hasta 1616 cuando fue sustituido por García de Herrera quién falleció en el cargo en 1617, siendo nombrado en su lugar Luis Alfonso Mazariegos que ejercería el cargo hasta 1620 cuando fue sucedido por Jerónimo Cabrillo de Aldana.
En 1625 es nombrado como alcalde mayor Felipe de Soria Salmerón, durante su mandato fray Antonio Vázquez de Espinosaa registra en su crónica «Compendio y descripción de las indias occidentales» que la villa de la Santísima trinidad contaba para ese entonces con 500 vecinos españoles y pocos indígenas (que vivían en los arrabales), africanos y mulatos libres (también llamados navoríos; asimismo menciona que la villa contaba con parroquia (que todavía no estaba acabada), un convento de la orden de Santo Domingo (que tenía rango de vicaría), un convento franciscano, un convento de la orden de la Merced, un hospital y otras iglesias y ermitas, además la villa contaba con calles completamente empedradas y con varias tiendas de mercaderes. En lugar del alcalde mayor Felipe de Soria Salmerón ocupó su lugar -desde 1634- Gabriel de Ledesma, quién ejercería el cargo hasta 1640 cuando llegó al puesto de alcalde mayor sonsonateco Francisco de Castro y Mampaso (y quien ocupó ese cargo desde ese año hasta 1646).
Desde finales del siglo XVI las producción de cacao empieza a descender debido a la falta de mano de obra (por el fallecimiento de una gran cantidad de indígenas por las enfermedades, así como por la sobreexplotación a la que se veían sometidos), las langostas, varias tempestades destructoras, entre otras; debido a ello a del siglo XVII en el mercado mexicano lo poco de cacao producido en la alcaldía mayor sonsonateca y en la gobernación de soconusco (Chiapas, México) se veía amenazado por la presencia de cacao proveniente de Guayaquil; por ello los comerciantes y oficiales del reino de Guatemala clamaban porque se impusiera restricción total en el comercio entre Acapulco y Guayaquil, lo que se logró con la real cédula del rey Felipe III del 28 de enero de 1620 (que ordenaba que no se podía embarcar algún producto que no fuese de El Callao, puerto principal del virreinato peruano); sin embargo los comerciantes de Guayaquil siguieron enviando sus productos al mercado mexicano a través de los puertos del reino guatemalteco como Acajutla desde donde eran llevado a México diciendo que provenían del reino guatemalteco.
En 1642 para investigar lo que ocurría en la alcaldía mayor sonsonateca y en el corregimiento de El Realejo (Nicaragua) -en lo referente al contrabando de cacao desde Guayaquil-, el presidente de la real audiencia, gobernador y capitán general de Guatemala Diego de Avendaño, envío al fiscal de la real audiencia Pedro Salazar de Velasco en calidad de justicia mayor y a su vez notifico al alcalde mayor sonsonateco capitán Francisco de Castro y Mampaso, debido a que este presentaba una queja contra el capitán Juan de Gálvez, corregidor de El Realejo (el cual había fabricado unos navíos sin permiso de las autoridades), sería en Santa Ana (en la Alcaldía Mayor de San Salvador) donde se entrevistó Pedro Salazar de Velasco con los dos testigos en mayo de 1642, finalmente el 12 de mayo de ese año el alcalde mayor sonsonateco cerró el expediente y el 30 de mayo se firmó el último documento de ese caso; es de mencionar que tales sucesos de contrabando o de fabricar navíos sin permiso fueron muy comunes en toda la América española durante la época colonial.
En 1646 es nombrado como alcalde mayor Juan Remírez de Arellano, durante su mandato el 20 de octubre de 1648 por real cédula del rey Felipe IV se ordenaba que los alcaldes mayores nombrados por el rey podían ostentar el título de teniente de capitán general si la situación así lo requería (antes de eso, dicho título -y la comandancia del ejército de la jurisdicción que el título conllevaba- solo había sido llevado por los alcaldes mayores designados por la real audiencia, debido a la problemática de la piratería todos los alcaldes mayores a partir de entonces llevarían ese título); Arrellano ejercería el cargo hasta el año de 1652, entre ese año y 1674 se sucedieron los gobiernos de Gaspar de Balcarcel y Vazquez, Jerónimo de Figueroa y Córdova, Francisco de Valdez, Felipe Maraver y Francisco de Ibañéz.
En el año de 1673 el presidente-gobernador y capitán general de Guatemala Fernando Francisco de Escobedo llevó a cabo el alistamiento de la tropa del reino de Guatemala, con lo cual a partir de entonces tanto está alcaldía mayor como el resto del reino de Guatemala contaría con su propio ejército entrenado y capacitado para entrar en combate; en total la alcaldía mayor contaría con 1 compañía de caballería -dirigida por el capitán Andrés Pacheco- con un total 195 efectivos y alrededor de 133 armas (específicamente lunetas o desjarretaderas que consistían en una lanza con punta de acero con forma curvada como media luna con filo en la curva), y 2 compañías de infantería -al mando respectivamente de los capitanes Felipe Serén de los Ríos y Francisco de Ávila y Lugo- con un total de 101 efectivos y alrededor de 99 armas (específicamente 66 arcabuces y 33 picas).

### Gobiernos de Juan Bautista de Urtarte y Francisco Vásquez de Campos, piratería y reducción de restricciones comerciales
En 1674 asumió el cargo de alcalde mayor el capitán Juan Bautista de Urtarte durante su mandato se hizo una importante reparación al puente de la villa de Sonsonate y se reemplazó el entejado de la iglesia principal, pero además de eso durante su mandato se divisaron barcos piratas (probablemente corsarios ingleses) desde el puerto de Acajutla por lo que ordenó juntar hombres para defender el puerto, a los cuales puso bajo el mando de su hijo Juan Lucas de Urtarte; en 1679 Juan Bautista de Urtarte falleció por lo que la real audiencia guatemalteca dispuso que mientras llegar el nuevo alcalde mayor designado por el monarca español se desempeñara interinamente Juan Lucas de Urtarte quien ejerció el cargo hasta 1680 cuando fue sucedido por Sebastián de Zuazo Cascajales quien falleció en el cargo ese mismo año.
Desde el año de 1680, el capitán Francisco Vásquez de Campos se desempeñó como alcalde mayor y tuvo que hacerle frente al problema de la piratería, uno de esos casos se da el 27 de agosto de 1681 cuando desembarcó en el puerto de Acajutla el barco Nuestra Señora del Buen Viaje que era capitaneado por el capitán de fragata Juan de Pantoja y que había salido de Guayaquil el 12 de julio de ese mismo año; Pantoja aviso que el navío La Trinidad había en caído en manos de piratas (probablemente corsarios ingleses) y que por ello tuvieron que huir por indefensos siendo después arrastrados por una tormenta hasta cerca de la costa del bálsamo y luego otra los llevó a donde podían divisar los volcanes de Guatemala pero el viento los arrastró hasta Acajutla; debido a estos casos se mantuvo la vigilancia en el puerto.
En la primavera de 1682 el corsario inglés Bartolomé Sharp -proveniente de la Barra de Iztapa- cruza el territorio de la alcaldía mayor de Sonsonate hasta estacionarse en la aldea de Acajutla (que estaba conformada por unas 30 casas y almacenes), en donde se dieron cuenta de que dicha aldea y el área de punta remedios servían como sitio de pesca artesanal y puerto para muchas poblaciones del reino guatemalteco y de otras zonas. Luego de ello, visitaron la villa de Sonsonate y las poblaciones de Nabiscalco (Nahuizalco), Salcatitan (Salcoatitán), Paneca (Apaneca), Santo Domingo (de Guzmán) y Santa Lucía (probablemente Juayúa), y se impresionaron por la riqueza agrícola y ganadera de la alcaldía mayor, en sus anotaciones y mapas el navegante y geográfo Basil Ringrose registraría la existencia del obraje del Rey, los obrajes de don Melchor, Juan de Cojeres y Gerónimo de la Peña, y los trapiches de Palo de Guete, Pineda, Carosco y de otros apellidos más que con la forma en que fueron transcriptos resultan incomprensibles. Posteriormente, desde la villa de Sonsonate cruzaron un puente sobre el río grande y visitaron la localidad de Tovisalco (Tacuzcalco) y luego la de Caldeo (Caluco), en donde encontraron 70 familias muy ricas gracias al cultivo de cacao, luego visitaron la población de Guaymoco y después recorrieron 3 leguas más donde observaron el ausol que décadas después se convertiría en el volcán de Ysaco (Izalco). Posteriormente regresarían a Acajutla, donde zarparían rumbo al territorio de la alcaldía mayor de San Salvador. Finalmente, al regresar a Gran Bretaña, Basil Ringrose registraría todo lo acontecido en su viaje con Sharp en su libro "The Dangerous Voyage And Bold Assaults of Captain Bartholomew Sharp and Others" publicado en Londres en 1684, asimismo los mapas y demás anotaciones cartográficas serían dadas al cartógrafo William Hack que con ello elaboraría mapas en acuarela. Todo ello ayudaría a la Corona inglesa a mejorar el conocimiento para planear nuevas incursiones.
En el año de 1683 el alcalde mayor realizó un censo de los vecinos de la villa de Sonsonate, en el cual aparece que la villa contaba con 115 habitantes españoles (un poco más de la mitad de lo que había registrado Vázquez de Espinoza en 1621, lo que demuestra que la población había descendido), por otro lado en lo referente a la tropa había 8 vecinos que tenían el rango de capitán, 1 el de sargento mayor y 7 el de alférez.
El día 21 de mayo de 1685 el rey Carlos II emitió una real cédula por la cual se aceptó la importación de vinos peruanos en el reino guatemalteco con el permiso de que dos navíos anuales con 200 mil pesos en botijas de vino pudiesen desembarcaran en los puertos del reino guatemalteco, con ello el puerto de Acajutla recibiría 40.000 botijas en tres años (cada una pagaría 12 reales -lo que vendría siendo igual a un peso y medio-, que lo pagarían en la caja real de la villa); sin embargo todavía sería prohibido la importación de cacao y los artículos de origen chino o filipino (que a pesar de ello entraban al territorio de la alcaldía mayor y el resto del reino de Guatemala de forma fraudulenta). La restricción en la importación de productos ocasionó depresión comercial en toda la América española, en el caso de la alcaldía mayor sonsonateca redujo el número de barcos que llegaban al puerto de Acajutla (incluso hubo años en que no se registró la llegada de ninguno) y a la vez ocasionó la pérdida del atractivo que gozaba la alcaldía mayor en el siglo XVI lo que hizo que parte de la población española de la alcaldía mayor se marchara hacia otras zonas que llamaban más la atención provocando una fuerte reducción de la población (como puede verse en el censo llevado a cabo por el alcalde mayor Francisco Vásquez de Campos que se mencionó anteriormente); por lo que dicha real cédula de 1685 buscará aliviar dicha situación (que también afectaba otras regiones del reino guatemalteco), todavía tendría que esperarse un poco de tiempo de más para que las restricciones fuesen eliminadas y con ello la economía pueda recuperarse completamente.

### Sucesos y alcaldes mayores de 1688 a 1722
En 1688 terminó el período de gobierno de Francisco de Vázquez de Campos y en su lugar tomó el cargo de forma interina Carlos Colomo; esto significaba que Vázquez de Campos tenía que ir a juicio de residencia, sin embargo debido a que el juez todavía no había llegado y a los daños que podría tener Vázquez de Campos por la tardanza de tal juicio (como el impedimento de poder ser nombrado en otros cargos en el imperio español), la real audiencia guatemalteca consintió en que se omitiera el juicio y dispuso que en lugar de ello se realizara una simple información de testigos idóneos, y avisó al monarca español de ello y que le diera un buen destino a su favorecido, a lo que el monarca español Carlos II de Austria respondió en una real cédula expedida el 12 de julio de 1690 en la que manifestaba que ya se había nombrado al juez para tal caso y les previno a que posteriormente no realizaron otras concesiones como esa. Carlos Colomo se siguió desempeñando como alcalde mayor hasta 1689 cuando fue sucedido por Juan Ramírez de Aguilera quien ejerció el cargo hasta 1698.
En el año de 1698, la real audiencia guatemalteca nombra como alcalde mayor interino al capitán Francisco Antonio de Fuentes y Guzmán, quien era descendiente del también alcalde mayor sonsonateco Rodrigo de Fuentes y Guzmán, y que para ese momento estaba escribiendo el tercer tomo de su obra más conocida "Historia de Guatemala" (conocida como Recordación Florida); sin embargo falleció en 1699 estando en el cargo de alcalde mayor y sin poder concluir su obra; en su lugar la real audiencia nombró como alcalde mayor interino al capitán José Calvo de Lara quien ejerció el cargo hasta el año de 1700 siendo sucedido por Antonio de Medina y Monjaraz.
En 1699 el monarca español se dio por enterado de que los indígenas de Asunción Izalco, Ahuachapán y Ataco eran denigrados y humillados respectivamente por los presbíteros Juan de Urbina (párroco de Asunción Izalco) y Antonio de Barahona (párroco de Ahuachapán, dentro del curato de dicha parroquia se encontraba también la población de Ataco), debido a ello -y a que por el comportamiento de dichos presbíteros los indígenas se ausentaban de esos pueblos- el monarca ordenó a la real audiencia -en real cédula de agosto de 1700- a que se asegurase de que el obispo guatemalteco suspendiese o removiese a esos presbíteros.
En 1701 inicia el gobierno de Salvador Antonio Frías y Funes; durante su gobierno, a principios de enero de 1705 el velero St. George y la barcaza St. John comandadas por los corsarios ingleses William Dampier y William Funnel -provenientes de la actual Guatemala- luego de bordear Punta Remedios anclaron en Acajutla, en donde (como grupo de exploración y avanzada, y con la finalidad de transmitir información al almirantazgo británico) recorrerían las tres leguas habidas entre Punta Remedios y el volcán de Izalco  (que en ese entonces era solamente un ausol), en ese recorrido Funnel anotaría en su diario que divisó unas 4 o 5 parroquias con amplios paseos y jardines, que en esa área habitaban unas 500 familias españolas, que la principal mercancía de esa zona es el cacao, y que -aunque hay algunas de México y Puerto Caballos (en el Caribe)- el principal intercambio comercial es realizado con el Perú y Chile; posteriormente el grupo de exploración  volvería a las embarcaciones y navegarían hacia la Alcaldía mayor de San Salvador para luego seguir su camino hacia Suramérica, ambos corsarios llegarían a Inglaterra en 1706; Funnel escribiría todas sus observaciones en el libro "A Voyage Round the World, Containing an Account of Captain Dampier's Expedition into the South Seas in the Ship St George in the Years 1703 and 1704" publicado en Londres en el año de 1707. Salvador Frías y Funes ejercería el cargo hasta 1706 cuando sería sucedido por Manuel de Ceballos y Villagutierre;
En 1707 inició el gobierno del alcalde mayor Bartolomé Tercero de Rosas, el cual para 1708 tenía conflictos severos con el tesorero oficial Pedro Baltasar de Entrena y Quero lo que había ocasionado disturbios severos en la alcaldía mayor, debido a ello el presidente de la real audiencia, gobernador y capitán general de Guatemala Toribio José de Cosío y Campo envió al capitán Juan Antonio Ruiz de Bustamante en calidad de alcalde mayor interino y teniente de capitán general; al llegar a Sonsonate, Ruiz de Bustamante suspendió a Bartolomé Tercero de Rosas y mandó a prisión a Pedro Baltasar de Entrena y Quero, con lo cual restableció en poco tiempo el orden. Posteriormente en 1710, Bustamante se enteró de que un contingente de 200 zambos y 100 ingleses estaban a punto de invadir el Petén, ante esto alistó a 100 hombres de los cuales financió con sus gastos propios a 20 de ellos; por otro lado, en julio de 1710 murieron muchos indígenas debido a una plaga de viruela, por lo que Bustamante repartió a cuenta propia maíz y frijoles a los indígenas; Bustamante siguió fungiendo como alcalde mayor hasta 1711 cuando el presidente Toríbio de Cosío le nombró como alcalde mayor de Verapaz.
Entre 1711 y 1722 se sucedieron los gobiernos de Francisco Marcelino González, el capitán Baltazar Díaz de Cienfuegos (quien falleció en el cargo en 1715), Domingo González de Cossío (durante su mandato se hicieron pequeñas reparaciones al puente de la villa por el carpintero y albañil Antonio Trigueros junto con varios indígenas, quienes recibieron por su trabajo un real diario) y Antonio Gutiérrez de Campa.

### Gobierno de Francisco Antonio Carrandi y Menán
A mediados de marzo de 1722 llega como alcalde mayor Francisco Antonio de Carrandi y Menán; el 10 de abril de ese año, Carrandi comenzó la reparación del puente que la villa tenía sobre el río Grande (que para entonces ya se encontraba bastante deteriorado), para lo que los habitantes de la villa contribuyeron con 163 pesos y el resto lo puso el alcalde mayor; este mismo puente resultó dañado por una correntada procedente del volcán de Santa Ana a finales de 1728, por ello el 15 de febrero de 1729 comenzaron las obras de reparación, para lo que el alcalde mayor fue en persona junto con varios indígenas (procedentes de Caluco, Izalco y Guaymoco) a traer cal de la calera de Caluco; luego de ello, y estando enfermo, el alcalde mayor convocó a los habitantes de la villa y estos donaron 154 pesos y 4 reales para la obra; finalmente la reparación estaría terminada 53 días después de iniciadas las labores.
El 24 de septiembre de 1722 hizo erupción el volcán de Santa Ana, suscitándose en Izalco varios temblores, una lluvia de cenizas y la muerte de muchos indígenas en la quebrada Axutiat; debido a ello, el alcalde mayor Carrandi acudió al pueblo con víveres, además ordenó sepultar a los fallecidos y la evacuación de las familias que residían en lugares peligrosos, para ello contó con la ayuda del gobernador indígena de Izalco Gregorio Nicolás. Además de Izalco, las poblaciones de Nahuizalco, Juayúa, Salcoatitán y otros pueblos también resultaron afectados por la erupción; para atender a la población el alcalde mayor envió al médico José Ortiz de Cuellar.
Durante la gestión de Carrandi, se construyó el primer acueducto y las primeras pilas públicas en el pueblo de Ahuachapán, para lo cual el alcalde mayor se trasladó en 1726 para supervisar la obra; además que se construyó un nuevo campanario para la parroquia de dicho pueblo y se reconstruyeron o refaccionaron varias parroquias de la provincias; a Nahuizalco se le exoneró de tributo por dos años para que los indígenas reconstruyeran sus casas después de que dicho pueblo casi fuese arrasado por un incendio; mientras que en la villa se erigieron nuevas iglesias, se hicieron arreglos a la parroquia, se reparó el edificio del hospital de la orden de San Juan de Dios, y se reacondicionó el callejón que era la entrada del camino real, para esto último se ampliaron y empedraron 215 varas. Por otro lado, Carrandi implementó la siembra de maíz, trigo, algodón, frijoles y otras legumbres; asimismo prohibió la costumbre de enviar jueces a inspeccionar el arreglo de caminos por los indígenas (debido a que se cobraba a los indígenas por el trabajo de inspección), y además acabó con la costumbre de que los indígenas de Guaymoco le llevaran al alcalde mayor pescado fresco de la laguna de Zapotitán todos los viernes y sábados si lo hacían les pagaban plata por el pescado.
El alcalde mayor informó que para 1732 la alcaldía mayor sufría de gran escasez de cacao, a las razones de ello se le sumó la erupción del volcán de Santa Ana en 1722; en las averiguaciones hechas se observó que en Izalco se contaba con 1716 huertas de cacao, Nahuilingo tenía 67, Nahuizalco poseía 96, Huitzapan tenía 69 y 22 abandonadas, Guaymango contaba con 48, Jujutla tenía 22 y 12 abandonadas, Puxtla poseía 38 con 4 abandonadas, y en Sonzacate había 28 huertas, mientras que en Guaymoco solo contaba con 203 huertas abandonadas; ante esto ordenó la replantación de las huertas de cacao y la preparación de semilleros en todos los pueblos.
Carrandi fungió en el puesto de alcalde mayor hasta 1733 cuando fue removido del cargo por real cédula del 8 de mayo de ese año, permanecería en la villa durante el período de su juicio de residencia que se llevaría a cabo al siguiente año. La sentencia de dicho juicio, dada el 28 de septiembre de 1734, le exoneró de toda acusación que se le hubiere hecho, y solo le cobraron los costos de dicho proceso de ley, que ascendía a 1185 pesos, la mitad fue pagada por Carrandi y la otra por los tenientes y capitulares que sirvieron en su mandato.

### Sucesos y alcaldes mayores de 1734 a 1757
En mayo de 1734 llegó a ocupar el cargo de manera interina  Bartolomé de Cicilia y Montoya, el cual ejercería el gobierno hasta junio de ese año cuando llegó el alcalde mayor Juan Francisco Panizo, quien ejerció el cargo hasta su fallecimiento en 1742 siendo sucedido por Bartolomé de Cicilia y Montoya (quien ocupó por segunda vez el puesto) que se mantendría en el puesto hasta la llegada del siguiente alcalde mayor al siguiente año.
El 14 de noviembre de 1738 el rey Felipe V nombró como alcalde mayor a José Jaurrieta, en su nombramiento se estipulaba que en caso de fallecimiento sería uno de sus hijos (José de Jaurrieta y López, o Pedro de Jaurrieta y Teres) quien ejercería dicho cargo; debido a que José Jaurrieta falleció en la ciudad de Los Ángeles (en el actual México), fue su hijo José de Jaurrieta y López quien llegó a la villa a ejercer el cargo en el año de 1743, y ejerció el cargo hasta el año de 1750.
A principios de enero de 1748, el virrey de Nueva España Juan Francisco de Güemes y Horcasitas informó a la real audiencia guatemalteca que el alcalde mayor de Metepeque (provincia que estaba bajo la jurisdicción de la real audiencia de Nueva España) Joaquin Cabeza de Vaca había abandonado ese territorio desde octubre de 1747 llevándose alrededor de 28 mil pesos (que procedían de los tributos de un año de las poblaciones de su provincia); debido a que se temía que pudiera utilizar al puerto de Acajutla para embarcarse al virreinato del Perú, se dio aviso a las autoridades de la alcaldía mayor sonsonateca para que lo detuviesen y lo envíen a Ciudad de México; sin embargo, no se lo pudo encontrar ni tener idea del camino que había tomado.
Entre 1750 y 1757 se sucedieron los gobiernos de Lucas Antonio de Larrave (quien tuvo que renunciar debido a una enfermedad al cargo en 1756) y Andrés de Guerra y Gutiérrez. Para entonces, el añil era el principal producto de exportación del reino de Guatemala, en Acajutla desde julio de 1750 a junio de 1756 en 5 embarcaciones se exportaron 175,759 libras, para ese momento cada libra valía 6 reales.

### Gobierno de Bernardo de Veira, fiestas reales, y alcaldes mayores de 1764 a 1785
En 1757 llega como alcalde mayor Bernardo de Veira, el cual llegó a tener varios negocios en la provincia, entre los cuales se encontraba el de la compra y venta de ganado de repasto, que era denunciado por utilizar terrenos comunales  de los indígenas. El tesorero real José Melchor de Ugalde y el vecino de la villa Pedro de Sicilia y Montoya, dan aviso -en su respectiva carta (la de Ugalde tiene por fecha 30 de julio de 1764, mientras que la de Montoya 28 de agosto de ese año) a la real audiencia guatemalteca- de la actuación del alcalde mayor Veira (sus negocios y la manera en que afecta a los indígenas) y sus antecesores en el cargo, y dan datos acerca de la situación de la provincia; con ello se puede observar que el alcalde mayor era el más grande prestamista de la provincia, en donde el sueldo representaba una pequeña parte de los ingresos de esos gobernantes, y que se las arreglaban para hacer negocios con los indígenas y probablemente también con los ladinos; asimismo Ugalde y Montoya mencionan que para entonces solo un barco estaba llegando al puerto de Acajutla, y que los oficios vendibles estuvieron sin concederse por falta de interesados, por lo que el ayuntamiento había quedado extinguido (con solo el alcalde mayor con alguaciles y autoridades indispensables), sería hasta 1762 cuando el cabildo se constituiría de nuevo.
El alcalde mayor Veira dispuso, junto con las demás autoridades sonsonatecas, a celebrar a lo grande el ascenso al trono español de Carlos III de Borbón (quién fue coronado en julio de 1760) para de esa forma recuperar la importancia de la villa de Sonsonate; tales celebraciones iniciaron el 19 de enero de 1761 con un acto cívico en la plaza de armas de Sonsonate seguido de un desfile que recorrió las principales calles de la localidad, prologándose los festejos por 16 días.
Bernardo Veira fungió en el puesto de alcalde mayor hasta 1764 siendo sucedido por Ildefonso Ignacio Domezaín quién ejerció el cargo hasta 1771 sucediéndose los gobiernos interinos de Manuel de Mella y Antonio Hermosilla y Luna, este último falleció en 1773 debido al susto provocado por un terremoto acaecido ese año mientras se encontraba en la capital del reino guatemalteco; por lo que la real audiencia guatemalteca designó para sucederle a Manuel de Larreta, durante su administración el rey Carlos III ordenó, por real cédula emitida el 17 de enero de 1774, que quedaban eliminadas la mayor parte de las restricciones comerciales entre los reinos americanos; Larreta continuaría en el cargo hasta el año de 1775, desde ese año hasta 1784 se sucedieron en el cargo: Eugenio Guirao, Manuel Estarcia de Fillagrando y Manuel García de Villalpando.

### Implementación de las reformas Borbónicas y sucesos posteriores
En el año 1785 se aplicó una reorganización del territorio del reino de Guatemala en virtud de las reformas borbónicas, debido a ello muchas alcaldías mayores se extinguieron y pasaron a ser subdelegaciones de las recién creadas intendencias de provincias (San Salvador, Chiapas, Honduras y Nicaragua), sin embargo debido al hecho a que no se formó intendencia alguna en la provincia de Guatemala (que dentro del reino homónimo, tras la creación de la intendencia de San Salvador, abarcaba el territorio de la alcaldía mayor de Sonsonate y la actual Guatemala y Belice); las alcaldías mayores de tal provincia, incluyendo la de Sonsonate, siguieron existiendo con la única añadidura de que sus gobernantes además de ser nombrados como alcaldes mayores -y en lugar de ser designados como teniente de capitán general- también tendrían el título de subdelegados de la real hacienda (el mismo que ejercían los dirigentes de los partido en que se dividían administrativamente las intendencias) con lo cual conocían dos causas -hacienda y guerra-.
Para el momento en que se llevaron a cabo las reorganización del territorio por las reformas borbónicas, ejercía como alcalde mayor Antonio López Peñalver y Alcalá, quien había asumido el cargo en 1784, y el cual durante su gobierno se enfocó en el desarrollo de la economía extractiva y para tal propósito: propuso crear un fondo con el cual pagar el traslado de dos expertos de origen alemán (entiéndase como proveniente del Sacro Imperio Romano Germánico), escribió un documento llamado Tratado de los Elementos de la Minería, sugirió formar una escuela de metales y un plan para mejorar la extracción de sal; sin embargo no obtuvo, a pesar sus esfuerzos, el apoyo necesario para llevar a cabo esos proyectos; además de su intento de impulsar la minería, Peñalver renovó todos los jueces locales, hizo nuevas medidas estrictas para de esa forma cultivar nuevas tierras y reducir el desempleo, fundó nuevas escuelas indígenas, mandó a reparar los caminos, inició obras de distribución de aguas en Ahuachapán, hizo limpiar y desarrollar los cultivos de cacao abandonados asegurándose de que los indígenas pudieran también encargarse de sus propios cultivos, introdujo el añil y el algodón sin desatender al trigo, construyó nuevas bodegas en el puerto de Acajutla y un sistema de abastecimiento de agua dulce.
Peñalver se desempeñó como alcalde mayor hasta 1794 cuando fue sucedido por Agustín Gutiérrez de Lizaurzábal, quién ejerció el cargo de manera interina hasta el año de 1795 cuando es sucedido por Manuel Cotón; quién, el 30 de julio de 1795, emitiría un bando en el que prohibiría que los mulatos, afrodescendientes o mestizos comprasen y revendiesen maíz, gallinas, pescado fresco, conejo, frutas, legumbres, hortalizas, etc dentro de la villa sonsonateca y cinco leguas a la redonda. Cotón ejercería como alcalde mayor hasta 1802, cuando fue destituido por el presidente-gobernador y capitán general de Guatemala Antonio González Saravia por haber decomisado los 10.000 pesos que en tercios de harina que el comerciante José de Irisarri iba a embarcar en la fragata norteamericana "Diana". Entre ese año de 1802 y 1810 se sucederían los gobiernos interinos de Martín Albores y Baixuali (quien renunció al cargo en 1807), Rafael Ferrer y Barceló (el cual falleció ejerciendo el cargo en 1807), y Lorenzo Jiménez Rubio.

### Ocupación francesa de España y Constitución de Cádiz
En 1808 España fue invadida por las tropas de Napoleón Bonaparte; poco tiempo se conformó la Junta Suprema Central, para luchar contra los franceses; en 1809, dicha junta convocó a los ayuntamientos americanos para realizar un sorteo cuyo ganador sería sorteado (junto con los de los demás ayuntamientos) en la capital de la Real Audiencia para designar al representante en la Junta Suprema. Para tal efecto, en noviembre en el ayuntamiento de Sonsonate (presidido por los alcaldes ordinarios Eugenio Rascón y Manuel de Ipiña), se realizó el sorteo entre Alejandro Ramírez, José Cecilio del Valle, y Bernardo Martínez, que ganaría  Alejandro Ramírez; quien pasaría al sorteo definitivo en Guatemala, donde ganaría, pero después renunciaría. Por lo que en enero de 1810 se volvería a realizar el sorteo, en la que el ayuntamiento (presidido por los alcaldes José María Zapata y Jacinto Villavicencio) tuvo que elegir ente el deán Isidro Sicilia, Bernardo Martínez, y José Cecilio del Valle; resultando en esta ocasión como ganador Isidro Sicilia; quien estaría en marzo en el sorteo definitivo, en la que ganaría Bernardo José Pavón, que al final no haría el viaje a España debido a que la Junta Suprema fue sustituida por el Consejo de Regencia.
En 1810 llega al puesto de alcalde mayor Mariano Bujons, sería durante su mandato cuando un 5 de noviembre de 1811 la capital de la intendencia de San Salvador se levantó en contra del intendente de esa provincia Antonio Gutiérrez y Ulloa y lo depuso en lo que se conoce como primer movimiento independentista, con lo cual esa provincia buscaba ganar más autonomía; por ello el alcalde mayor sonsonateco confirmó su lealtad con la capital del reino guatemalteco y que estaría dispuesto a enviar un contingente militar para detener a los sublevados, pero ello no fue necesario ya que al no recibir apoyo de las otras poblaciones de la intendencia los próceres se rindieron en diciembre de ese mismo año.
En 1812, se implantó la monarquía constitucional con la emisión de la primera constitución española (la constitución de Cádiz), la que incluía que todas las personas nacidas en los dominios españoles (incluidos indígenas y mestizos) serían considerados ciudadanos, y que todas las poblaciones con más de 1000 habitantes se constituirían en municipios con su propio cabildo.
Por decreto de las cortes del 23 de mayo, la antigua Capitanía General de Guatemala se dividiría en 2 provincias (la de Guatemala, y la de Nicaragua y Costa Rica), estando está alcaldía mayor en la de Guatemala; y en adelante a sus mandatarios contarían además con el título de jefe político.
En 1813 se llevaría a cabo la elección de los diputados de la diputación provincial de Guatemala, resultando electo por Sonsonate el presbítero José Simeón Cañas; dicha diputación iniciaría sesiones el 2 de septiembre de ese año.

### Retorno del absolutismo, y luego restablecimiento de la Constitución de Cádiz
En 1814, el monarca español Fernando VII restauró el absolutismo, con lo que la Alcaldía Mayor de Sonsonate volvería a la situación anterior a 1812, en ese momento seguía siendo alcalde mayor Mariano Bujons, quién seguiría desempeñando el cargo hasta 1818 siendo sucedido por José Manuel Nájera y Bátres.
En 1820, debido a la revolución dirigida por Rafael de Riego en la España peninsular, se volvió a implantar la constitución de Cádiz; por lo que la alcaldía mayor sonsonateca volvió a formar parte de la Provincia de Guatemala, y se reinstaló la diputación provincial de 1813 (con José Simón Cañas, como representante de Sonsonate).
Las cortés españolas decretaron que se eligieran representantes de cada una de las provincias americanas para reformar la constitución, por lo que la alcaldía mayor sonsonateca eligió como representante a las cortes al presbítero de origen santaneco José Mariano Méndez.
Con el restablecimiento de la constitución también se volvieron a establecer los ayuntamientos constitucionales. Para agosto de 1820, según información dada en diciembre de ese año por el jefe político y alcalde mayor Nájera, se habían establecido dichos ayuntamientos en: Sonsonate, Asunción Izalco, Dolores Izalco, Guaymoco, Caluco, Nahuizalco, Salcoatitán, Apaneca, Ataco, Tacuba, Ahuachapán, Atiquizaya, San Pedro Puxtla, Juayúa, y Guaymango; siendo estos los mismos en los que ya se habían establecido en 1812. Pero no se instalaron ayuntamientos en Sonzacate, Mexicanos (actualmente barrio de Sonsonate), San Antonio del Monte, Santo Domingo de Guzmán, Nahuilingo, Santa Catarina Masahuat, y Jujutla; debido a impedirlo sus habitantes.

### Independencia de España y sucesos posteriores

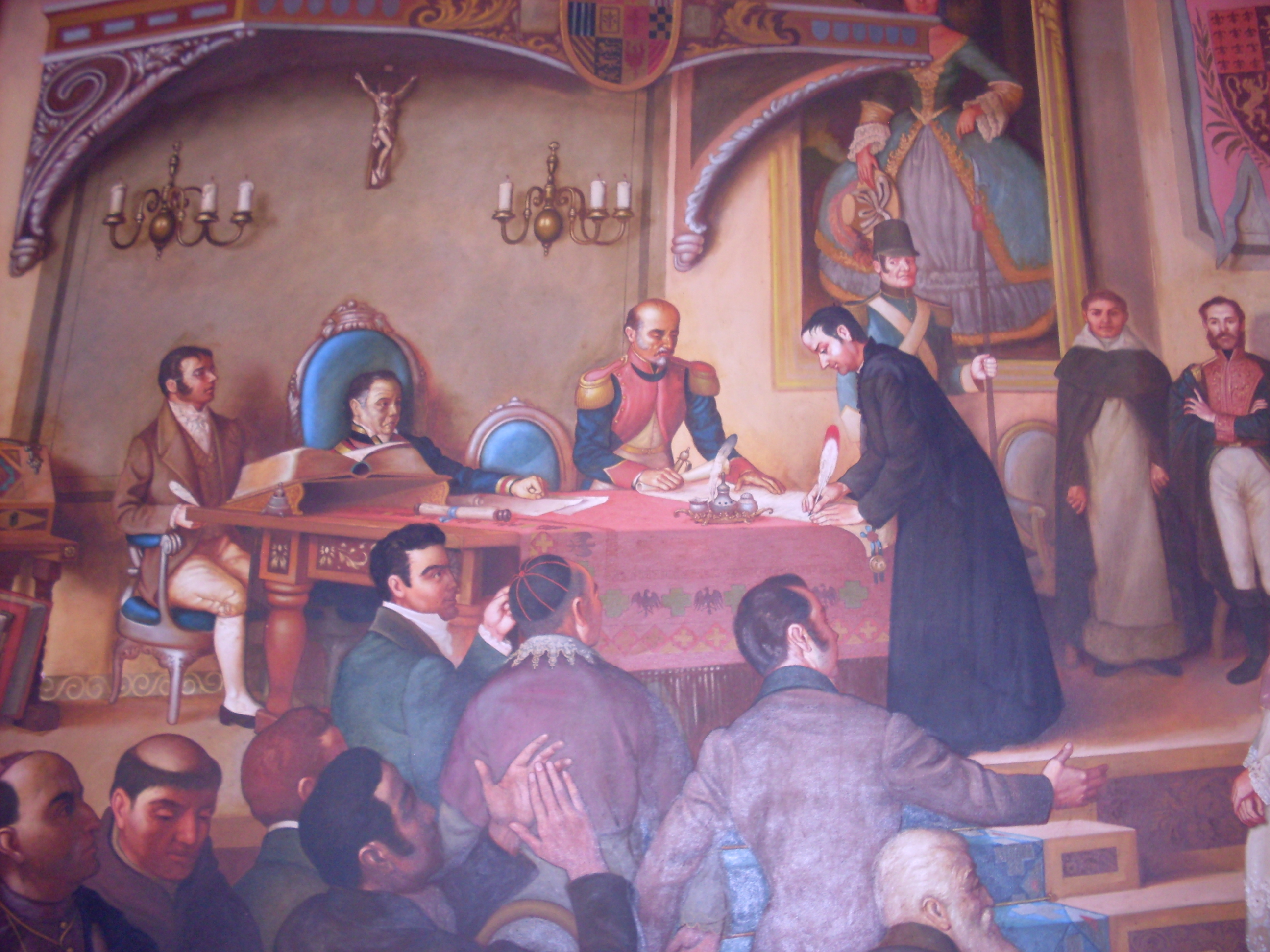
José Matías Delgado al momento de firmar el acta de independencia centroamericana, en una representación de la reunión del 15 de septiembre de 1821 del pintor chileno Luis Vergara Ahumada.

El 15 de septiembre de 1821, los diputados de la provincia y reino de Guatemala proclamaron su independencia de la Corona española, entre los decretos dados ese día y estipulados en el acta de independencia está el de nombrar como representante de la alcaldía mayor de Sonsonate en la Junta Provisional Consultiva (que se encargaría del gobierno supremo de las provincias del anterior reino de Guatemala) a Ángel María Candina.
Para el momento de la independencia seguía desempeñándose como alcalde mayor José Manuel Nájera y Bátres, quien se rehusaría a aceptar la independencia española por lo que en octubre de ese año la junta provisional consultiva nombró como su sucesor a José Fernández Padilla, el cual aceptó la independencia el 7 de octubre de ese mismo año.
En noviembre, el ayuntamiento sonsonateco decretaría la anexión a México, lo que provocó una gran agitación ya que el alcaldía mayor pedía que los soldados y el resto de la población aceptasen tal decreto; debido a ello, se enviaron tropas desde Guatemala y de la villa de Santa Ana para pacificar el territorio, lo cual se logró y Padilla sería destituido y reemplazado en diciembre de ese año por Juan Fermín Aycinena.

### Anexión a México
Debido a la preocupación de anexar o no las provincias guatemaltecas a México, se enviaría una carta a todos los ayuntamientos sede de partido para que decidiesen si debían anexarse a tal nación, siendo el resultado que la mayoría de ayuntamientos decidieron unirse al imperio excepto San Salvador y San Vicente, por lo que el 5 de enero de 1822 se declaró a todas las provincias guatemaltecas unidas México (que era gobernado por una junta provisional gubernativa hasta mediados de ese año, cuando el presidente de esa junta Agustín de Iturbide se declaró emperador dando inicio el Primer Imperio Mexicano).
El 24 de febrero de 1822 debido a la mala salud de Aycinena, el gobierno de Guatemala nombró en su lugar a Lorenzo Romaña quién en su calidad de coronel y comandante de armas de la alcaldía mayor formó un contingente para unirse al contingente del general Manuel Arzú para atacar a la provincia de San Salvador que se negaba a unirse al Imperio Mexicano.
Aunque el ataque de Arzú fue un fracaso pronto se verían ayudados por un contingente mexicano liderado por Vicente Filísola, quien había sido nombrado por Iturbide como jefe político de Guatemala en sustitución de Gaínza. Con la ayuda del contingente de Filísola las fuerzas guatemaltecas y sonsonatecas lograron vencer las defensas de San Salvador en febrero de 1823; sin embargo el imperio se derrumbaría al ser derrocado Iturbide por el general Antonio López de Santa Anna, mientras que Filísola reuniría a representantes de las provincias centroamericanas en Guatemala para decidir el futuro de Centroamérica.

### Independencia absoluta y fusión con la provincia de San Salvador
El 1 de julio de 1823, los diputados del congreso de las provincias decretaron la independencia absoluta de Centroamérica y la creación de las Provincias Unidas del Centro de América; convirtiéndose el congresos en asamblea constituyente. Tras esto Romaña sería reemplazado por Miguel Mendoza.
En septiembre de 1823 un regimiento en la capital guatemalteca se sublevó y declaró como comandante al sargento mayor Rafael Ariza y Torres. Por ello, y para proteger a la asamblea constituyente, la provincia de San Salvador envió un contingente militar de 750 soldados comandados por el coronel José de Rivas; designando a su vez al capitán Pedro José Arce (hermano menor de Manuel José Arce y Fagoaga) para que diese aviso a las autoridades guatemaltecas del avance de las tropas. Sin embargo, cuando este contingente llegó a la capital guatemalteca el problema ya había sido resuelto; un mes después este contingente decidió volver a la provincia de San Salvador atravesando la alcaldía mayor sonsonateca, en donde forzaron a las autoridades sonsonatecas unirse a la provincia de San Salvador, además de ello Pedro José Arce se convirtió en alcalde mayor.
El 13 de diciembre y el 22 de diciembre de 1823, Sonsonate y todos los pueblos de la alcaldía mayor, a excepción de Ahuachapán se declararon unidos a la provincia de San Salvador. Ahuachapán lo haría hasta el 7 de febrero de 1824. El 14 de marzo se terminó la primera constitución estatal y el Estado se consolidó con el nombre de Estado de El Salvador. Siendo su último alcalde mayor Pedro José Arce.

## Gobierno

### Alcalde mayor
El monarca español elegía -según recomendaciones del Real Consejo de Indias- a una persona de sexo masculino para que se hiciese cargo del gobierno como alcalde mayor, por lo general eran electos para un período de 5 años. Cada uno de ellos eran originarios de España, por lo que tenían que llevar a cabo el viaje a América (que se tomaba alrededor de 5 meses), tras lo cual se presentaban en la sede de la real audiencia guatemalteca donde pagaban la media anata (dinero que servía para el juicio de residencia al final del período de alcalde mayor, a todos los funcionarios se les llevaba a dicho juicio para que se investigase como fue dicha gestión y pudiese darse por enterrado el monarca y el real consejo de Indias de como se habían desempeñado los funcionarios), luego de ello se le hacía juramento de toma de posesión y se le enviaba a la cabecera de la alcaldía mayor, en donde se presentaba ante el cabildo para tomar posesión de su cargo.
En caso de que el puesto estuviese vacante (es decir vacío, ya sea porque había concluido el período de un alcalde mayor y no había llegado su sucesor, o porque el alcalde mayor en turno había renunciado al cargo o fallecido, o que hubiese sido destituido y enviado a juicio por problemas en su administración) la real audiencia nombraba a una persona de sexo masculino para que se hiciese cargo del gobierno, por lo general tales nombramientos eran de un año o hasta que llegase el sucesor nombrado por el rey; estos son mencionados en los documentos con el título de justicia mayor, ya que el título de alcalde mayor solo podía darlo el rey; debido a que ambos títulos son sinónimos en este artículo a estos funcionarios se los menciona como alcaldes mayores (mencionando claramente que son interinos o nombrados por la real audiencia).
Los alcaldes mayores portaban la vara alta de justicia que los acreditaban como justicias mayores (es decir el más alto funcionario encargado de la administración de justicia en su jurisdicción), por lo que ejercían como jueces de segunda instancia -dando apelación en una sentencia ya dada-; además de ello presidían las reuniones del cabildo de la ciudad capital y podían nombrar tenientes que les ayudaran en tareas de gobierno. Tenían que visitar los distintos territorios de su jurisdicción cada cierto tiempo, y también tenían que visitar los obrajes de añil, para asegurar que su cumpliera la ley en todo el territorio.
A partir de la década de 1610s podían ostentar el título de tenientes de capitán general (sobre todo los alcaldes mayores nombrados por la real audiencia guatemalteca), como tal llevaban una jineta (lanza corta con la punta de hierro de color dorado y con borlas entre el hierro y el asta -parte de madera de una lanza-) que los acreditaban como el principal líder militar de su territorio (cuyas milicias estarían compuestas primeramente por voluntarios, y a partir de 1673 con cuerpos de infantería y caballería entrenados y capacitados); desde 1648 los alcaldes mayores propietarios (es decir aquellos nombrados por el rey) podían llevar la jineta y dicho título si la situación así lo requería, debido a la problemática de la piratería y la necesidad de defender el territorio todos los alcaldes mayores llevarían dicho título.
Otros funciones, según la instrucción a los alcaldes y corregidores de la Nueva España de 1561 (que también aplicaba a la jurisdicción de la Real Audiencia de Guatemala), eran: dar lectura al juramento al asumir el cargo y leerlo periódicamente; supervisar las elecciones de gobernadores, alcaldes, y oficiales del cabildo o ayuntamiento; escuchar a las partes en conflicto en un juicio; observar el buen trato a los indígenas y procurar la enseñanza de la doctrina cristiana; guardar las penas de ordenanza hasta que los indígenas fuesen pagados por los daños recibidos; propiciar que los indígenas cultiven sus campos de cultivos; procurar el arreglo de los caminos sin causar problemas a los indígenas; enviar relación sobre la compra de bastimentos (conjunto de provisiones para el mantenimiento de las poblaciones) a precios bajos; realizar cuentas de bienes de comunidad y sobras de tributo una vez cada dos meses; velar por que los indígenas no tengan armas, caballo con silla y freno; elaborar las tasaciones de los pueblos; cuidar que no se fabrique pulque y castigar las borracheras y pecados públicos.

### Ayuntamiento
El territorio de la alcaldía mayor era a la vez la jurisdicción municipal de su respectivo cabildo o ayuntamiento que contaba con: 2 alcaldes ordinarios (que eran llamados alcalde de primer voto y alcalde de segundo voto), un alférez, de 4 a 8 regidores, un alguacil mayor y otros cargos que se fueron añadiendo posteriormente.
Para ser miembro del ayuntamiento o cabildo se requería: ser español (peninsular o criollo); saber leer y escribir; estar avecindados en la población; además de que se tendrían en cuenta a los descendientes de los descubridores, conquistadores y primeros pobladores; y no podían ocupar algún cargo aquellos que tuviesen deuda con la hacienda Real.
Los alcaldes, tenían que ejercer como juez de paz -resolver asuntos de menor cuantía- y de primera instancia -dar sentencia de inocencia o culpabilidad-; y a su vez, el alcalde de primer voto ostentaba el título de teniente de alcalde mayor, por lo que también era juez de segunda instancia -daba apelación en una sentencia ya dada- (lo que también podía hacer el propio alcalde mayor). Además de ello, ambos tenían que: aprehender a los delincuentes, vagos y ociosos; visitar una vez por semana las cárceles de ambos sexos; practicar rondas alrededor de la población auxiliándose de la milicia; sustituir al alcalde mayor cuando este estuviese ausente; velar por los propios (impuestos), los empedrados de las calles, las aguas, la limpieza de las poblaciones, los establecimientos de escuelas, lavaderos públicos, hospitales, etc. Eran elegidos cada año por los regidores del cabildo anterior, sin posibilidad de ser reelegidos hasta 2 años después; tomando posesión los primeros días de enero.
En un principio, los demás miembros del ayuntamiento (que no fuesen los alcaldes) eran designados por el cabildo anterior. Pero a partir en la década de 1580s el rey Felipe II autorizaría que fuesen dados al mejor postor; por lo que a partir de ahí todos los cargos (excepto el de alcalde) serían vendibles, pudiéndose ejercerse a perpetuidad y ser heredados, a su vez los funcionarios podían renunciar y transferir dichos cargos a otra persona.
El ayuntamiento proponía las medidas económicas en pleno, y eran los regidores los encargados de implementarlas. Así los regidores se encargaban de: administrar los fondos de propios y arbitrios; supervisar el abastecimiento de sus poblaciones; supervisar el comercio, controlando los pesos y medidas de los productos (que era lo que realizaba el fiel ejecutor, oficio desempeñado por todos los regidores alternándose uno cada mes); vigilar e inspeccionar las obras públicas, el establecimiento de escuelas de primeras letras, el aseo y salubridad de sus poblaciones, etc.
El ayuntamiento nombraba en aquellas poblaciones con gran número de españoles (peninsulares o criollos) a "alcaldes de la santa hermandad", quienes se encargaban de administrar justicia en las áreas rurales (ya sean pueblos, haciendas, sitios, etc), en donde ejercían la primera instancia - es decir dictando sentencia de inocencia o culpabilidad- únicamente en casos referentes a españoles; y cuya posición podía ser ocupados por los mismos encomenderos (es decir aquellas personas encargadas en un primer momento del bienestar y la recolección de tributos en las poblaciones indígenas, posteriormente desde el siglo XVII serían solo beneficiarios de las ganancias monetarias obtenidas de los productos tributados). Sin embargo, a partir de la década de 1580s fue un oficio vendible; por lo que a partir de entonces la posición de alcalde de la santa hermandad sería ocupado mayoritariamente por mercaderes. Posteriormente, a cada uno de los barrios de Sonsonate se les permitiría tener también sus propios alcaldes nombrados por su respectivo cabildo.

### Curatos, pueblos de indios y de ladinos
Desde finales del siglo XVI y principios del siglo XVII se formaron los curatos dentro de las provincias que agrupaban varias poblaciones alrededor de la parroquia de un pueblo principal y que tenían una función tanto religiosa como administrativa.
Dentro de los curatos y en cada una de las poblaciones indígenas (llamados pueblos de indios en los documentos de esa época), debido a las leyes nuevas de 1542, se les reconocería a las familias principales (descendientes de las familias de la nobleza nativa prehispánica) a estar libres de tributo, tener sus propias tierras, recibir una porción del tributo de los indígenas del común o tributarios, y tener la oportunidad de contar con una educación formal en las universidades. Entre ellos estaba el cacique (que en el caso de que en la jurisdicción de dicha población hubiese otros asentamientos, el de la población principal recibía el título de cacique gobernador), a quienes se les daría el mismo tratamiento que la nobleza española, su condición sería vitalicia y transmitida por sangre, y gozarían de privilegios propios de los españoles (poseer armas, monturas o vestir como los españoles), con el pasar del tiempo su figura iría desapareciendo en varias poblaciones.
También se le permitiría a los pueblos indígenas contar con su propio cabildo, que ejercía durante un año y cuyos miembros estarían exentos de tributo durante el año que oficiaban. El cabildo estaba conformado por un alcalde (cuando en la población había más de 80 casas se nombraba a dos alcaldes), de 2 a 4 regidores, 2 alguaciles (uno mayor y uno menor) y un escribano. Quienes serían los encargados de representar a los indígenas ante la autoridad española y de vigilar el buen comportamiento de los indígenas pudiendo meter a cualquier persona (indígena o incluso de origen africano) a la cárcel de la población.
Para ser parte del cabildo de indios, se requería: ser indígena puro de padre y madre; hablar castellano; ser buen cristiano y no vicioso; y no haber sido miembro en los tres años anteriores al nombramiento. En algunos casos eran designados por los indígenas principales y en otras por los tributarios sin deuda y con casa poblada. Aunque generalmente estaban compuestos por personas de las familias distinguidas, también podían ser conformado por los tributarios. Tomaban posesión a inicio de enero de cada año.
Los miembros de los cabildos de indios se encargarían de vigilar el trabajo realizado por los tributarios en las tierras destinadas para fondos de la comunidad; repartir a los tributarios para las obras públicas de la localidad o para las labores en las haciendas (lo que se conoce como repartimiento); supervisar los mercados y distribución de agua; vigilar las tierras comunales; visitar las cárceles; elaborar los padrones; vigilar las tabernas; etc.
En el siglo XVIII, también se les permitiría a los ladinos (palabra que aglutinaba a los indígenas que se vestían y hablaban como españoles, mestizos y demás castas, afrodescendientes libres, e incluso españoles pobres) tener su propio alcalde cuando tenían más de 10 habitantes (y dos alcaldes cuando hubiese más de 20 habitantes), además de un síndico (solamente cuando hubiese más de 30 pobladores) y un escribano.

### Cambios por las reformas borbónicas a partir de 1785

#### Alcalde mayor como subdelegado de la Real Hacienda
A partir de la implementación de las reformas borbónicas, en 1785, el alcalde mayor recibiría el título de subdelegado de la real hacienda (con lo cual conocería dos causas -hacienda y guerra-).
A las funciones del alcalde mayor, según las instrucciones para corregidores y alcaldes mayores aprobadas por la corona en 1788 para la jurisdicción de la Real Audiencia de Guatemala, se les agregaba el que: tenía que ordenar y custodiar la documentación de su cargo y la de los ayuntamientos; supervisar el manejo de propios (los ingresos provenientes del alquiler de tierra) y arbitrios (impuestos) según el Real decreto del 3 de julio de 1760; velar por que los remates anuales se hagan de forma pública; los alcaldes mayores y sus familias no podían realizar actividades comerciales o financieras en el territorio; seleccionar y supervisar el trabajo de los escribanos; entregar a su sucesor una relación jurada o informe de lo realizado y el estado en que se encontraba el territorio y el ayuntamiento; intervenir en asuntos familiares o entre amos y criados; custodiar los recursos monetarios; informar de los abusos cometidos por los funcionarios civiles y militares; controlar y supervisar la actividad del clero y de los jueces de tribunales; cuidar de la instrucción en primeras letras, doctrina cristiana, y máximas morales; supervisar la selección de maestros; impedir la mendicidad; vigilar que los maestros artesanos cumplan sus contratos; fomentar la agricultura, vías de comunicación, industria, y crianza de ganado; observar las ordenanzas de caza y pesca; informar y proponer al Consejo los medios para crear nuevos vecindarios; vigilar el ornato, aseo y empedrado de las calles; detener y castigar a los contrabandistas; auxiliar a oficiales de Real Hacienda; velar por el cobro de los derechos de circulación e impedir el cobro de particulares; proponer al Consejo nuevos impuestos; corroborar la calidad de los productos; vigilar la introducción de oro, plata y piedras preciosas, y que los plateros y comerciantes cubran con las ordenanzas; y velar por el cobro de las media anatas.

#### Gobiernos locales
Con la implementación de las reformas borbónica, los ayuntamientos además serían impulsadores de las economía; mientras que los alcaldes de la santa hermandad paulatinamente pasarían a denominarse como alcaldes pedáneos.
Los pueblos de indios y sus cabildos tendrían una función económica importante debido a su recurso humano y agrícola. De hecho, se exigió que los miembros del cabildo tuvieran aplicación a la agricultura e industria.

### Cambios por la Constitución española de 1812

#### Alcalde mayor como jefe político subalterno
Entre 1812 a 1814 y desde 1820 debido a la entrada en vigencia de la constitución de Cádiz, y al quedar la alcaldía mayor dentro de la Provincia de Guatemala, el alcalde mayor recibiría además el título de jefe político subalterno.
Como jefe político subalterno, el alcalde mayor, según la instrucción del 23 de junio de 1813, tenía por función: presidir el ayuntamiento (sin voto excepto en caso de empate en una votación) de la cabecera de la alcaldía mayor; ser el conducto por el que el jefe político superior (de Guatemala) comunicaría las leyes que se publicaría en el territorio, cuidando su observancia; así como sería el conducto por donde se entenderían los ayuntamientos de su territorio con el jefe político superior y la diputación provincial; además debía de mantener el orden y tranquilidad en los pueblos de su jurisdicción; remitir las cuentas de los pueblos de su territorio a la contaduría de propios y arbitrios de la provincia; y no podía emprender ninguna obra pública sin el consentimiento del jefe político superior.

#### Ayuntamientos constitucionales
Con la constitución, las poblaciones con suficientes cantidad de habitantes contarían con un ayuntamiento constitucional, cuyos miembros eran electos cada año (cambiándose cada año los alcaldes, y la mitad de los regidores y procuradores síndicos); celebrandose las elecciones en el mes de diciembre, para que sus miembros tomasen posesión el primero de enero. Como se dijo anteriormente, aquel ubicado en Sonsonate era presidido por el alcalde mayor como jefe político subalterno. Por otro lado, sus miembros podían ser de todas las clases sociales y castas (los antiguos cabildos de indios, ladino y de barrios fueron extintos y sustituidos por esta nueva jurisdicción, donde todos podían ser parte); y también podían ser elegidos como diputados o para integrar la diputación provincial.
En las localidades cuya población iba de 1000 habitantes en adelante tendrían su propio ayuntamiento o cabildo conformado por dos alcaldes, 8 a 12 regidores y un procurador; mientras que los pueblos con una población entre 1000 y 100 habitantes serían liderados por un alcalde, 2 a 6 regidores y un procurador.
Para ser miembro de los ayuntamientos había que: ser ciudadano en el pleno ejercicio de sus derechos; tener como mínimo 25 años de edad; tener como mínimo 5 años de estar avecindado en la población; no ser empleado público de nombramiento del rey (o del gobierno central vigente) a excepción de los militares; y no podían dejar los cargos sin causa legal. Los miembros del ayuntamiento no podían volver a ejercer un cargo en este hasta pasado 2 años.
Según la instrucción de 1813, los ayuntamientos constitucionales eran los encargados de: supervisar la reparación de las calles y puentes, la limpieza de las plazas, funcionamiento de los mercados y alumbrado, y el abastecimiento de alimentos; promover y supervisar la formación de juntas de sanidad y hospitales; el mantenimiento de los montes y plantíos del común; tomar medidas para asegurar y proteger a las personas y sus bienes; administrar los fondos de propios y arbitrios; recaudar las contribuciones; mantener las escuelas; promover la agricultura, el comercio y la industria; cuidar los alojamientos y suministros de las tropas; además darían una información constante al jefe político superior, enviándole cada tres meses información detallada de los habitantes de la provincia (así como de las epidemias, estado de salud, irregularidades en los hospitales, y sobre las obras públicas y renovación anual de sus miembros); y tenían que entenderse con el jefe político superior para la administración de almacenes de granos, solicitar cantidades adicionales de fondos y arbitrios, para rendirle cuentas anuales de la administración local, y para el alojamiento y suministro de las tropas. Por otro lado, si en un dado caso molestaban a los vecinos, estos podían acudir al jefe político superior, quien (luego de escuchar a la diputación provincial) procedería a sancionar al ayuntamiento si lo tuviese por conveniente.
Serían los encargados de llevar la justicia civil y ordinaria en casos de primera instancia en aquellas poblaciones fuera de la cabecera (donde lo ejercía el alcalde mayor); está función, que antes recaía en los alcaldes ordinarios, según la Constitución tendría que haber sido llevada por los jueces de letras, pero como éstos no se instalaron fueron los ayuntamientos quienes lo ejercieron. Además, tenían que administrar justicia a cualquier pleito entre demandante y demandado (como juzgados de paz).

#### Vocales en la diputación provincial o Junta Provisional de Guatemala
En 1813 se llevarían a cabo elecciones a miembros vocales a la diputación provincial de Guatemala (que se encargaría de impulsar la economía y progreso de la provincia), en la que resultaría electo José Simeón Cañas, desempeñándose en los dos periodos constitucionales. Después de la independencia de España, estaría el presbítero Ángel María Candina como representante de la alcaldía mayor sonsonateca en la Junta Provisional Consultiva de Guatemala.
Según la Constitución española de 1812, para ser vocal de la diputación provincial se debía: tener más de 25 años, haber nacido o estar avecindado en la provincia al menos por 7 años, estar en el ejercicio de sus derechos, y con lo suficiente para mantenerse con decencia.

#### Diputados
En 1820 sería electo diputado a Cortés generales en España el presbítero José Mariano Méndez, que viajaría a España y estaría presente en la cortes generales a partir de mediados de 1821.
En la asamblea que decretó la independencia absoluta de Centroamérica estuvieron como diputados Isidro Menéndez, Felipe Vega y Pedro Campa Arpa; mientras que en el congreso constituyente que decretó la unión con la provincia de San Salvador en el estado del Salvador, estuvieron: Manuel Romero, Mariano Fagoaga y Pablo María Sagastume.
Para ser diputado, según la Constitución de 1812, había que: ser mayor de 25 años; haber nacido en la provincia o estar avecindado en ella por más de siete años; tener una renta anual proporcionada que proviniese de sus propios bienes. Además de ello, el diputado, podía pertenecer al estado seglar o eclesiástico regular.

#### Elecciones
Las elecciones, según lo estipulado en la Constitución de 1812, eran indirectas, realizándose en un sistema de grados que estaba conformado por las juntas de parroquia, de partido y de provincia.
Para la elección de diputados a cortes generales (y más adelante también en la de diputados al congreso de las provincias centroamericanas en 1823 y al congreso constituyente del estado del Salvador en 1824) y vocal de la diputación provincial, los ciudadanos se reunían en su respectiva parroquia, donde en conjunto conformarían la junta parroquial y procederían a elegir (a voz alzada) a los compromisarios, cuyo número variaba dependiendo en la población (pudiendo llegar a 31 en las más pobladas); ellos se reunirían en un lugar separado para escoger en escrutinio secreto de 1 a 3 o más (dependiendo de la cantidad de vecinos) electores parroquiales. Estos, después se reunirían en las casas consistoriales de las cabeceras de los partidos electorales (es de mencionar que en algunos casos, a la alcaldía mayor sonsonateca se le sumaba otra jurisdicción, como en la elección de 1820 que se incluyó a las alcaldías mayores de Escuintla y Suchitepéquez; en ese caso, el partido electoral sería el territorio respectivo de cada alcaldía mayor); conformarían las juntas de partido, que era presidido generalmente por la máxima autoridad del lugar; elegirían por escrutinio secreto y mediante cédulas al o a los electores de partido. Finalmente, éstos irían a la capital de la provincia electoral (en la elección de 1820 se reunieron en Sonsonate); formarían la junta provincial, presidida por el jefe político; y votarían, escribiendo en una lista a la persona que apoyaban; aquel que hubiese recibido la mitad más uno de los votos sería elegido como diputado o diputados (ya sea para cortes generales, para el congreso de las provincias centroamericanas en 1823 o para el congreso constituyente del estado del Salvador en 1824), y de igual modo escogerían a un o varios suplentes; y un día después, y de la misma forma, escogerían al vocal a la diputación provincial (si era tiempo de elección de ellos; ya que se renovaban cada 2 años).
En el caso de los ayuntamientos constitucionales, la elección era en principio similar, con la diferencia en que eran los ciudadanos (en la junta parroquial) quienes elegían a los electores parroquiales, ya sea escribiendo su nombre en cédulas o papeles, o acercándose a la mesa de la junta para decirle al secretario a quienes apoyaban (anotándolos el secretario en presencia del votante). Al día siguiente, se reunían los electores de parroquia, formaban una junta (junto con quien presidía la junta parroquial), y escogerían secretamente mediante cédulas a los miembros del ayuntamiento.

## División administrativa
La división administrativa de esta alcaldía mayor cambio a lo largo del tiempo de su existencia, en un principio estaba conformada por 15 poblaciones que antes habían sido provincias (estas estaban conformadas por la cabecera de la provincia y las poblaciones tributarias a estas) del Señorío de Cuzcatlán y que estaban en calidad de encomienda y cuyos encomenderos eran nombrados desde Santiago de Guatemala la cual se había apropiado de estas poblaciones a inicios de la época colonial debido a que en estas se cultivaban en gran manera y principalmente cacao. Estas 15 poblaciones eran:
Ahuachapán, Juayúa, Ataco, Apaneca, Guaymango, Tacuba, Jujutla, Mopicalco, Acatepeque y Cozalchiname (estas dos son nombradas juntas probablemente en la época prehispánica conformaban una unidad social y por lo tanto una sola provincia), Mascote, Itzalco (actual Izalco y Caluco), Tacuzcalco (actual Nahuilingo y las ruinas de Tacuzcalco), Acajutla, Quezalcoatitan (actual Salcoatitán) y Miaguatlán.
Algunas de las poblaciones fueron divididas entre dos encomenderos tal y como sucedió con Tacuzcalco (dividido en Tacuzcalco, actualmente en ruinas, y Nahuilingo) e Itzalco (dividido en Tecpán Izalco, la actual Izalco, y Caluco Izalco, actual Caluco). Otras poblaciones se extinguieron, este es el caso de Mopicalco, Acatepeque, Cozalchiname, Mascote y Miaguatlán. Entre la segunda mitad del siglo XVI y antes de 1676 las poblaciones de Nahuizalco, Mazagua (actual Santa Catarina Masahuat), Guaymoco (actual Armenia), Tonalá, Alzuneque y Ayvovasco; que habían sido repartidas en calidad de encomienda por vecinos de San Salvador desde principios de la época colonial pasaron a formar parte de la Alcaldía Mayor de Sonsonate; de estas poblaciones Tonalá, Alzuneque y Ayvovasco se extinguieron. En el siglo XVII los encomenderos pasaron a ser solamente beneficiarios de las ganancias obtenidas del tributo de los pueblos; finalmente, la encomienda sería completamente abolida en el siglo XVIII, pasando todos los pueblos a tributar a la real corona.
Para 1768 está alcaldía mayor se dividía en los siguientes curatos con sus respectivos pueblos anejos:
- Ahuachapán: Ahuachapán, Tacuba, Ataco.
- Apaneca: San Andrés Apaneca, Juayúa, Salcoatitán.
- Sonsonate: villa de Sonsonate, San Miguel Sonzacate, San Francisco Tacuzcalco, San Antonio del Monte, Santa Isabel de Mexicanos (actual barrio de Mexicanos de la ciudad de Sonsonate).
- Caluco: Caluco, Nahuilingo, Jujutla, Guaymango.
- Nahuizalco: San Juan Nahuizalco, Santa Catarina Masahuat, San Pedro Puxtla, Huitzapam (esta última es la actual Santo Domingo de Guzmán)
- Guaymoco: Guaymoco (actual Armenia), San Lucas Cuisnahuat, San Miguel Mizata (actualmente cantón de Teotepeque), Santa Isabel Zapotán (actual Santa Isabel Ishuatán), San Julián Cacaluta (los cuatro últimos formaban parte de la alcaldía mayor de San Salvador)
- Dolores Izalco
- Asunción Izalco.[77]

En 1785 debido a las reformas implementadas por las dinastía de los borbones hubo una reagrupación del territorio de la Alcaldía Mayor, los curatos de Sonsonate, Caluco, Nahuizalco, Guaymoco, los dos de Izalco y los anejos del curato de Ateos (que fueron separados de la cabecera del curato que fue unida al partido de Opico en la Intendencia de San Salvador) fueron funcionados en el partido o distrito de Sonsonate, el curato de Apaneca fue dividido sus anejos pasaron a formar parte del partido de Sonsonate, mientras que la población de Apaneca junto con las poblaciones del curato de Ahuachapán formaron el partido de Ahuachapán al cual se le agregó la población de Atiquizaya que fue separada del curato de Chalchuapa (pertenecía a dicho curato desde principios de la época colonial, y también formaba parte de la provincia de San Salvador y la posterior alcaldía mayor hasta aproximadamente principios del siglo XVII que pasó a formar parte de la alcaldía mayor sonsonateca) de la Alcaldía Mayor de San Salvador (está fue ascendida este mismo año al rango de Intendencia); esto significaba una reducción considerable de la jurisdicción municipal del ayuntamiento de Sonsonate por lo que paulatinamente el cabildo de la ciudad le iría quitando pueblos al partido de Ahuachapán hasta no quedar ninguno dentro de este (está sería la razón por la que Ahuachapán tardaría más tiempo en declarar su unión a la provincia de San Salvador).

## Organización religiosa
Con la llegada de los primeros curas se iniciaría la tarea evangelizadora en la provincia de los Izalcos, con la fundación de la villa de la Trinidad en 1553 el anterior cura de Tacuzcalco Juan Bautista Valle vendría a ser el primer cura párroco de dicha villa. Es de mencionar que la Corona española obtendría de la Santa Sede el derecho a patronato regio sobre las instituciones eclesiásticas en los territorios americanos bajo dominio español, por lo que la Iglesia católica en la América española -durante todo el transcurso de la época colonial- vendría a ser una iglesia nacional con autonomía en donde el monarca tendría la facultad de realizar fundaciones eclesiásticas, nombrar obispos y párrocos (así como determinar el salario de estos), supervisar el cobro y distribución de diezmos, y lo necesario para la construcción de iglesias, conventos, escuelas y hospitales.
En 1570 se fundó el convento de la orden de los dominicos (el cual estaría ubicado originalmente en el barrio del Santo Ángel y luego se lo trasladaría al centro de la villa; dicha orden también tendría su propio beaterio para religiosas -que sería fundado en 1604 y que existiría por poco tiempo-) y en 1574 se fundó el convento de la orden de San Francisco o Franciscanos; estas dos órdenes religiosas serían importantes en la evangelización cristiana a los indígenas, ambas atendieron a varios poblaciones indígenas que tenían el carácter de doctrinas y que eran administrados por las mismas órdenes a través de doctrineros; específicamente y según la orden y convento, los pueblos que administraron y tenían por doctrinas fueron:
- Orden de Santo Domingo: San Francisco Tacuzcalco, Santo Domingo Huitzapan (actual Santo Domingo de Guzmán) y San Juan Bautista Nahuizalco.[80]
- Orden de San Francisco: el barrio de Santa Isabel Mexicanos (actual barrio de Mejicanos de la ciudad de Sonsonate), San Andrés Apaneca, Santa Lucía Juayúa y San Miguel Quetzalcoatitán.[80]

Además de los domínicos y franciscanos, otras órdenes monásticas también se establecerían en el territorio de está alcaldía mayor, siendo estas la orden de Nuestra Señora de la Merced o Mercedarios -cuyo convento fue fundado en 1599- y la orden de San Juan de Dios -que se establecerían en esta zona con la fundación en la villa de La Trinidad de Sonsonate del hospital de Nuestra Señora de la O en 1642.  
En la segunda mitad del siglo XVI y principios del siglo XVII, se empezaron a construir parroquias en los pueblos que no estaban bajo de alguno de los conventos de las órdenes religiosas, con lo que se conformaron curatos compuestos por una cabecera (donde estaba la parroquia central) y varios pueblos anexos; a mediados del siglo XVIII se empezaron a suprimir las doctrinas que tenían las órdenes religiosas, siendo sustituidas tales doctrinas por el clero diocesano (párrocos y vicarios) por lo que los pueblos bajo la administración de los conventos pasan a conformar curatos normales compuesto por una cabecera y varios pueblos anexos; tras esto los curatos pasan a reunirse en varias provincias eclesiales.
Según el obispo guatemalteco Pedro Cortés y Larraz, en 1768 la parroquia de la villa de Sonsonate era sede de la provincia eclesiástica homónima que contaba con un total de 9 curatos (de los cuales 8 formaban parte de está alcaldía mayor -que fueron dichos anteriormente en la sección de organización administrativa (de estos es de mencionar el curato de Guaymoco cuya cabecera (la actual Armenia) formaba parte de está alcaldía mayor, mientras que el resto de poblaciones (San Lucas Cuisnahuat, San Miguel Mizata (actualmente cantón de Teotepeque), Santa Isabel Zapotán (actual Santa Isabel Ishuatán), San Julián Cacaluta) formaban parte de la alcaldía mayor de San Salvador)- y 1 era parte de la alcaldía mayor de San San Salvador (este era el curato de Ateos que tenía por pueblos anejos a Ateos (actualmente cantón de Sacacoyo), Talnique, Chiltiupán, Tamanique, Jicalapa, Comasagua y Teotepeque).